# Blé
Triticum
Pour les articles homonymes, voir Blé (homonymie).

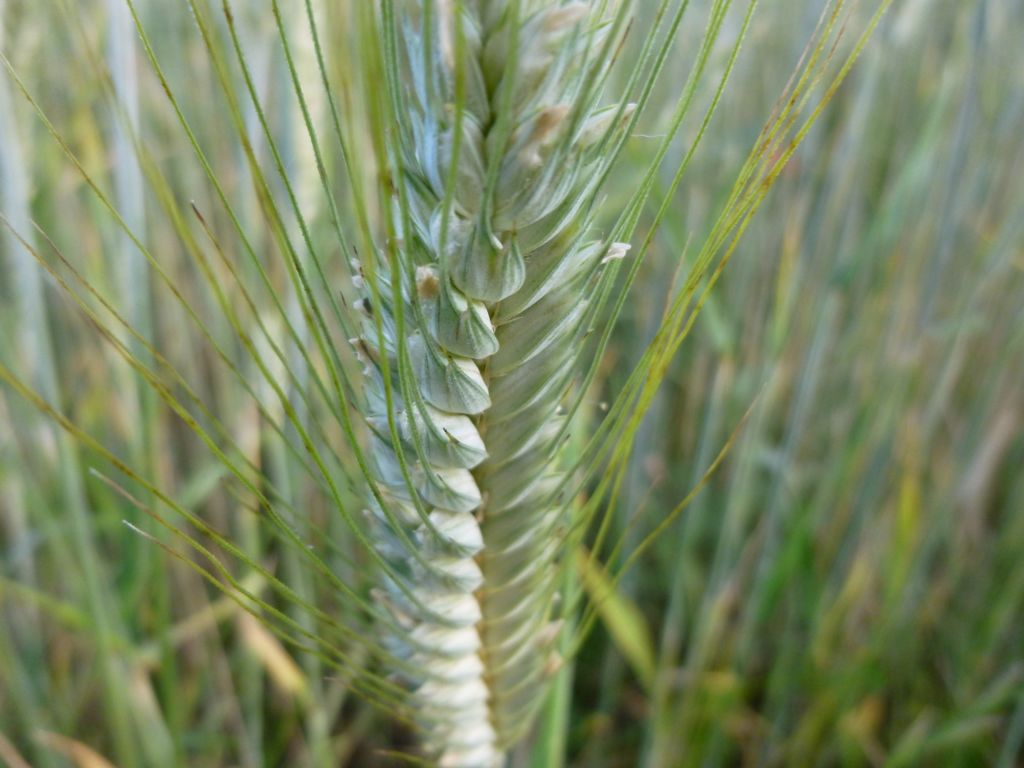
Épi de blé.

« Blé » est un terme générique qui désigne diverses espèces de plantes herbacées appartenant principalement aux genres Triticum (famille des Poaceae, ou graminées), mais également à d'autres genres par assimilation (exemple « blé noir » ou sarrasin).
Nous traiterons ici des céréales appartenant au genre Triticum, qui sont des plantes annuelles de la famille des graminées, cultivées dans de très nombreux pays. Le mot « blé » désigne également le « grain » (caryopse) produit par ces plantes.
Le blé fait partie des trois grandes céréales avec le maïs et le riz. Ce terme générique désigne principalement le blé tendre. C'est, avec environ 700 millions de tonnes annuelles, la troisième par l'importance de la récolte mondiale et, avec le riz, la plus consommée par l'homme. Le blé est, dans la civilisation occidentale, en Afrique du Nord, au Moyen-Orient, dans le nord de la Chine un composant central de l'alimentation humaine. Sa consommation remonte à la plus haute Antiquité. Il a longtemps permis l'apport en énergie indispensable à la survie des populations et un apport en protéines non négligeable et a de ce fait tenu une place déterminante dans le développement des civilisations de ces régions.
Du point de vue diététique, le blé comporte certaines déficiences en acides aminés (en lysine notamment).
Les variétés de blés tendres ou durs proposées aujourd'hui sont bien adaptées à la production en céréaliculture industrielle caractérisée par l'apport intensif d'intrants chimiques et une forte mécanisation, et à la consommation de masse, du fait de rendements élevés, mais n'ont pas les qualités nutritives et organoleptiques à nouveau demandées aujourd'hui dans le cadre d'une agriculture plus résiliente et d'une alimentation « naturelle », que l'on peut encore retrouver chez les « blés rustiques » tels que l'engrain ou l'épeautre.
Deux espèces de blé, l'engrain et l'amidonnier ont été domestiquées au Proche-Orient à partir de deux blés sauvages et cultivées à partir de 8500 av. J.-C. dans la vallée du Jourdain, le nord de la Syrie, le sud de l'Anatolie et l'ouest de l'Iran dans la région du Croissant fertile.

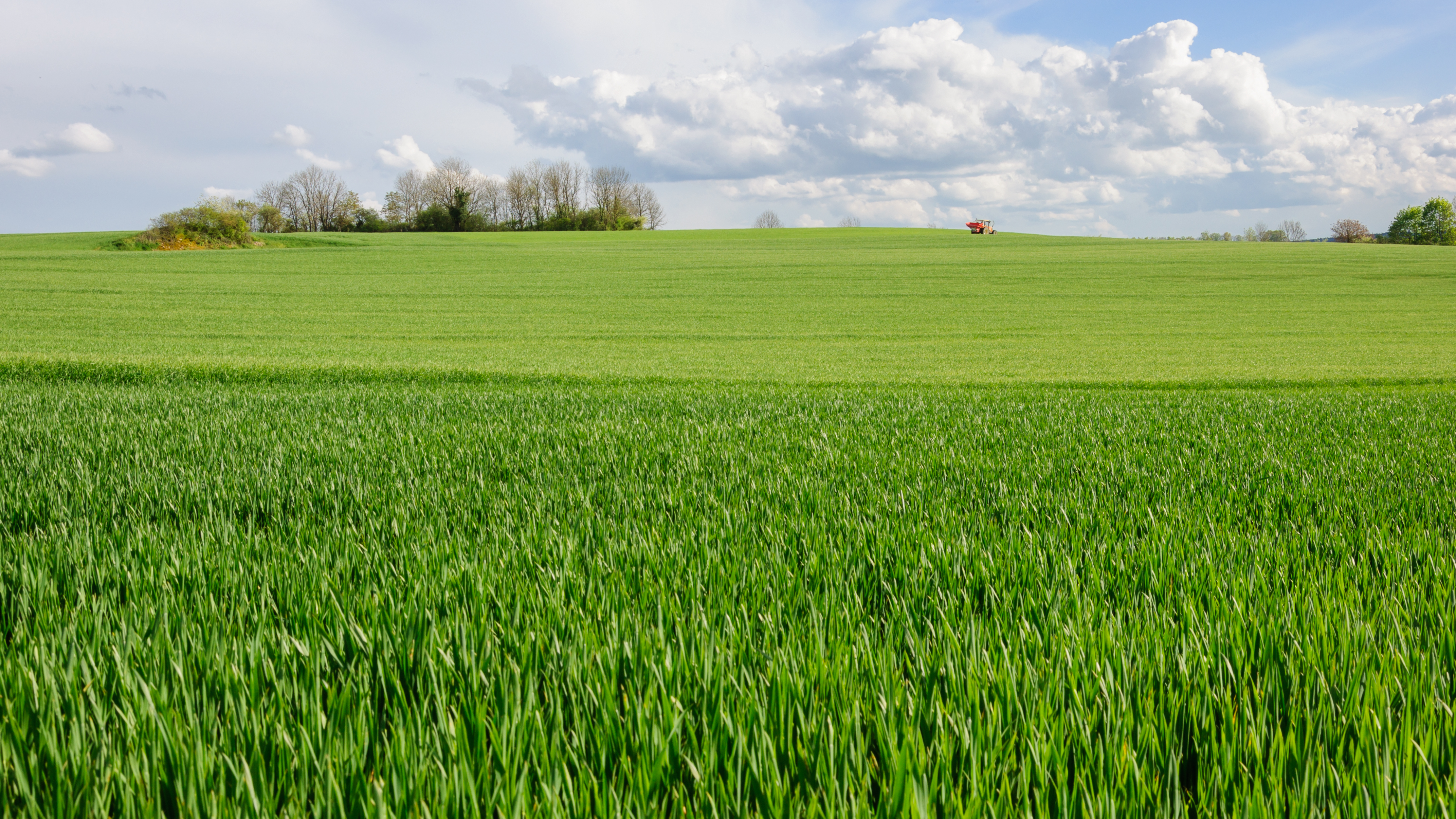
Un champ de blé en Côte-d'Or.

## Types et diversité de blés

### Liste d'espèces botaniques de blé
Voir la liste des espèces et de sous-espèces dans l'article détaillé Triticum.

### Blés à grains nus
D'un point de vue économique, les deux espèces importantes actuelles sont des blés à grains nus : blé tendre et blé dur.

#### Blé tendre
Le blé tendre ou froment (Triticum aestivum subsp. aestivum), de loin le plus important, est davantage - mais pas exclusivement - cultivé sous moyennes latitudes (par exemple en Chine, en Inde, aux États-Unis, en Russie, en France, au Canada, en Allemagne). Il est cultivé pour faire la farine panifiable utilisée pour le pain. Ses grains se séparent de leurs enveloppes au battage. Communément dénommée blé tendre ou tout simplement blé, cette espèce a connu une très grande dispersion géographique et est devenue la céréale la plus cultivée, suivie par le riz et le maïs. Il en existe d’innombrables variétés de par le monde. La sélection moderne, commencée à la fin du XIXe siècle par Henry de Vilmorin, s’est concentrée sur trois critères : la résistance aux maladies et aux aléas climatiques, la richesse en protéines, notamment le gluten pour la panification, et bien entendu le rendement. 
En France, plus de 1 000 variétés sont inscrites au catalogue officiel des espèces et variétés créées par 20 entreprises de sélection. En Europe, plus de 7 000 sont inscrites au catalogue européen.
Lors de l'inscription des variétés au catalogue officiel des espèces et variétés, en France le Comité technique permanent de la sélection (CTPS) distingue les types suivants de blé tendre selon la valeur technologique de leurs farines et notamment leur teneur en protéine :
- blé améliorant ou de force, BAF, dont la teneur en protéines (taux élevé de gluten) permet d'améliorer la force boulangère de la pâte à pain ;
- blé panifiable supérieur, BPS ;
- blé panifiable, BP ;
- blé à valeur biscuitière, BB (faible taux de gluten) ;
- blé pour les autres usages, BAU (notamment usage fourrager où un taux élevé de protéines est apprécié).

N.B. : parfois une traduction inexacte de variétés cultivées aux États-Unis sous le nom de hard red winter laisse penser que ce sont des blés durs alors que ce sont en réalité des blés de force. Le triticale n'est pas un blé mais un hybride de blé tendre et de seigle, proche des blés fourragers.

#### Blé dur
Le blé dur (Triticum turgidum subsp. durum), surtout cultivé en Europe, en Amérique du Nord et au Moyen-Orient. Il est très utilisé dans la région méditerranéenne (Italie, Maghreb). Le blé dur, très riche en gluten, est utilisé pour produire les semoules, le couscous et les pâtes alimentaires.
En France, près de 150 variétés sont inscrites au catalogue officiel des espèces et variétés créées par 10 entreprises de sélection, alors qu'il y a environ 1 220 variétés inscrites au catalogue européen.

### Blés hybrides
Depuis les années 1990, les semenciers tentent de proposer des variétés hybrides, qui procurent en théorie un avantage en termes de rendement et de stabilité. Il s'agit principalement de variétés de blé tendre. La base de données des variétés de Semae en France ne présente pas, pour le blé dur, de variétés hybrides.  
La fabrication de semences de variétés hybrides nécessite de  féconder au sein de champs de production de semences des lignées utilisées comme  femelles par des lignées dites mâles. Le blé étant strictement autogame il est nécessaire d’empêcher les lignées utilisées comme femelles de s’autoféconder  en stérilisant la partie mâle des fleurs. Cette stérilisation est obtenue par application d’un gamétocide ou par voie génétique. Les lignées mâles et femelles sont généralement cultivées côte à côte et les semences hybrides sont récoltées sur les lignées femelles ainsi stérilisées et exclusivement pollinisées par les lignées voisines (considérées comme mâles). Le processus est complexe et les semences ainsi obtenues sont généralement plus chères que les semences traditionnelles. Le bénéfice obtenu par l'agriculteur peine à compenser le prix élevé des semences. 
L'utilisation de blé hybride reste faible : 4 % du blé tendre en France,, les gains de rendement peuvent atteindre environ 5 à 10 %, mais sont surtout observables quand les conditions de culture sont difficiles. Du fait du cout élevé des semences, la densité de semis est fortement réduite (jusqu'à 75 grains au mètre carré contre plus de 200 en variété classique) et requiert l'emploi de semoirs monograines récemment adaptés aux céréales à paille.

### Types de blés à diffusion plus restreinte
Sont cultivés avec un regain d'intérêt des blés rustiques et des formes de blés à grains vêtus (les grains étant fortement enserrés dans leurs enveloppes, après le battage il faut les décortiquer pour pouvoir les utiliser).

#### Blés rustiques
Les blés rustiques désignent des variétés de blé tendre ou de blé dur mieux adaptées à des systèmes d'agriculture biologique ou raisonnée, pas ou moins consommatrices d'intrants chimiques (engrais et produits phytosanitaires). Depuis 1999, l'Inra et Arvalis, deux instituts français, travaillent avec les chambres d'agriculture pour évaluer leurs capacités de blés rustiques.

#### Blés à grains vêtus
1. L’épeautre (Triticum aestivum subsp. spelta) ou grand-épeautre. Il est très apprécié en agriculture biologique en raison de sa rusticité et de sa qualité panifiable. De rendement moyen, il a été de moins en moins cultivé, mais connaît un regain d'intérêt marqué aussi bien comme fourrage que comme céréale panifiable ;
2. L’engrain ou petit épeautre, (Triticum monococcum) espèce à rendement moyen également, très anciennement cultivée ;
3. L'amidonnier ou épeautre de Tartarie (Triticum turgidum subsp. dicoccon) : blé vêtu proche du blé dur à faible rendement, mais adapté aux sols pauvres et arides ;
4. Le blé khorasan et le blé poulard, proches du blé dur ;
5. Les blés compacts (blé hérisson) : comme leur nom l’indique, leurs épis sont très serrés et courts (avec ou sans barbes). Ils étaient cultivés en Europe dans les situations climatiques les plus difficiles et leur qualité diffère peu des blés tendres ordinaires hormis un taux de gluten moindre.

### Perte de diversité génétique
Les progrès de la génétique et des marqueurs génétiques permettent, d'évaluer,,, et de suivre l'évolution de la biodiversité variétale et intrinsèque à chaque variété cultivée (variété considérée comme gage de l'adaptation des plantes aux maladies et changements environnementaux). Cette diversité a lentement augmenté de la préhistoire au XIXe siècle, mais a régressé à la suite du passage d'une sélection réalisée par les paysans à une sélection généalogique réalisée par des semenciers. Cette évolution a accompagné l'industrialisation de l'agriculture puis la « révolution verte » en modifiant significativement les caractéristiques et la diversité génétique des blés les plus semés dans les pays industrialisés,, dont les États-Unis et l'Europe. Par exemple, pour le blé tendre, une étude (2011) lancée sur la diversité génétique des variétés de blés tendres utilisées en France au XXe siècle a confirmé une tendance à l'homogénéisation génétique des variétés cultivées dans ce pays. Un indicateur composite a permis de traduire par année, la surface cultivée pour chaque variété, en croisant cette information avec la proximité génétique de ces variétés entre elles et avec les données existantes sur la biodiversité intravariétale. Pour la FRB qui a piloté l'étude, « ces résultats scientifiquement validés soulèvent des questions sur les modes d’évaluation de la diversité génétique des plantes cultivées, et alertent sur la résilience de ces cultures dans le contexte d’une hausse de la fréquence d'événements climatiques critiques pour la production agricole ».

## Étymologie
Le substantif masculin,,, « blé » est issu de l'ancien bas, francique, *blād (« produit de la terre »).
L'arrivée du blé en France remonte probablement au Ve millénaire av. J.-C. Les Celtes s'installent en Gaule vers 2000 av. J.-C., et les Francs se sédentarisent en Gaule romaine vers 580[réf. nécessaire]. Le terme « blé » peut venir du gaulois *mlato, qui devient *blato, « farine » (équivalent du latin molitus, « moulu ») ; cette étymologie est cependant contestée et un étymon francique *blâd, « produit de la terre », est proposé, les Francs, peuple non sédentarisé, étant arrivés tardivement en Gaule d'une région où la culture du blé n'était pas pratiquée[réf. nécessaire]. Quel que soit l'étymon, il est aussi à l'origine des verbes de l'ancien français bléer, blaver et emblaver, « ensemencer en blé ») et désigne les grains broyés qui fournissent de la farine.
Au Moyen Âge et à la Renaissance, le mot bleds, le plus souvent au pluriel, et sous diverses orthographes (bleds, bledz, bleedz, blees, bleetz, bleez, blés, bletz, blez, bleiz, blye, blefs...), désignait les cultures annuelles et les terres labourées qui les portent — catégorie placée sur le même plan que les prés, les vignes, les vergers, les bois et les « eaux ». Ces blés (terres labourées) sont ainsi nommés parce qu'ils portent des blés (plantes cultivées), dont les expressions fréquentes « tutz manere de blez » « toutes sortes de bleds » ou « de tout autre bled, mesme des legumes » (Olivier de Serres, 1600 ) disent nombreuses les espèces qui entrent sous ce vocable  : froment, seigle, orge, avoine, pois, fèves… et, lorsqu’ils furent introduits, le sarrasin (« blé noir ») et le maïs (« blé de Turquie » ou « blé d'Inde » ,). Blé désignait en fait alors toute plante cultivée donnant des graines pouvant être réduites en farine utilisable en alimentation humaine.
Le nom de genre scientifique Triticum dérive du latin tritus, broiement, frottement, car le blé est destiné à la mouture.

## Historique
Les premières cultures furent à l'origine de bouleversements majeurs pour les sociétés humaines avec la néolithisation. En effet, l'homme sachant produire sa propre nourriture, sa survie devenait moins dépendante de son environnement. L'agriculture marque aussi le début du commerce et de la sédentarisation.
Dans un premier temps, le blé semble avoir été consommé cru puis grillé ou cuit sous forme de bouillie puis de galettes sèches (pains peu ou pas levés) élaborées à partir des grains simplement broyés entre deux pierres (voir carpologie). Le blé s'impose par la suite comme l'aliment essentiel de la civilisation occidentale sous forme d'aliments variés : pain, semoule, pâtes, biscuits…
La culture du blé est beaucoup moins difficile que celle du riz : elle ne demande ni aménagement spécifique du champ ni un lourd travail d'entretien. Entre la période des labours-semis et celle de la moisson, les travaux sont plutôt réduits. Après la récolte, le blé, à la différence du riz, ne demande pas d'opération particulière comme le décorticage. Les régions agricoles reposant fortement sur la culture du blé comptent moins de travailleurs que les régions du maïs et du riz.
La culture du blé s'est imposée en raison de cette facilité de culture, mais aussi parce que l'essentiel des progrès agricoles a été expérimenté sur lui. Les instruments aratoires simples ont été remplacés par du matériel de plus en plus perfectionné :
- le bâton à fouir néolithique : pieu qu'on enfonce dans le sol pour l'ameublir ;
- la houe, d'abord avec une tête de pierre puis de métal ;
- l'araire, tiré tout d'abord par l'homme ou la femme puis par les animaux de trait, ameublissait la terre avant le semis fait à la main ;
- la charrue retourne la terre et nécessite une traction animale ;
- la faucille utilisée il y a quelque 12 000 ans dans le Croissant fertile permettait de couper le blé mûr à la main ;
- des machines à récolter sont apparues chez les Celtes en Gaule. L'Empire romain en perd l'usage, elles sont redécouvertes puis encore perdues au haut Moyen Âge ;
- la faux est ensuite utilisée à la fin du Moyen Âge ;
- le battage, effectué tout d'abord au fléau ou à la planche à dépiquer ;
- le van, ustensile qui permet de séparer la balle du grain en secouant la récolte au vent et plus tard le tarare qui utilise un courant d'air forcé.

Au Moyen Âge, les fermiers des campagnes à blé européennes utilisaient la charrue à roue et le cheval. Les pays à seigle en restaient à l'araire et aux bovins. Le semoir mécanique et la moissonneuse-batteuse ont été mis au point dans les régions à blé d'Europe et d'Amérique du Nord. Le blé est également le premier à bénéficier de l'usage des amendements (comme dans l'Est de la France) et des engrais chimiques. La sélection des semences permet de meilleurs rendements. Pendant plusieurs millénaires, le blé n'est cultivé qu'en faibles quantités et avec de très bas rendements. Au Moyen Âge et jusque vers 1700, il fallait en moyenne plus de trois heures de travail pour obtenir un kilogramme de blé ; les autres céréales constituaient alors la nourriture de base, le blé étant trop cher. C'était le méteil qui servait d'aliment aux Français les plus pauvres (90 % de la population) car il fallait en moyenne deux heures de travail seulement pour un kilogramme de méteil. Dès que les conditions climatiques étaient mauvaises, c'était la famine ; les dernières famines en France datent de la fin du XVIIe siècle, jusqu'en 1709. Alors le prix du blé atteignait le salaire de six à huit heures de travail le kilogramme. On voit le prix du blé diminuer progressivement au cours des XVIIIe et XIXe siècles. Au cours du XXe siècle, les progrès de la technologie permettent d'augmenter formidablement la production céréalière. Le blé est introduit au Nouveau Monde par un compagnon originaire du Kongo d'Hernan Cortes, Juan Garrido, qui, en ayant trouvé trois graines dans un sac de riz, les plante en 1523 dans sa propriété de Coyoacán à proximité de Mexico.
À partir de la seconde moitié du XIXe siècle, l'agriculture s'est mécanisée et rationalisée. Les machines agricoles, mises en œuvre et tirées au départ par des chevaux puis parfois par des locomobiles et enfin, par des moteurs et des tracteurs, se sont multipliées en particulier dans les pays développés. Depuis 1950, les récoltes de blé s'effectuent avec des moissonneuses-batteuses qui moissonnent et battent les céréales en une seule opération. De même, des engins agricoles spécialisés existent pour la fumure, le labour, la préparation du sol, les semis et les traitements.
La culture moderne du blé est longtemps restée confinée au bassin méditerranéen et à l'Europe. En Europe, à la fin du XIXe siècle, la culture du blé commence à reculer au bénéfice d'autres cultures. Les travaux de Jean Fourastié montrent que les progrès des techniques de production permettent un rendement meilleur et que les céréales et le blé peuvent être remplacées dans la production, et donc la consommation, par une alimentation plus variée. La production à peu près exclusivement rurale et à base de céréales a pu être diversifiée, avec des productions de légumes et de viande, puis une production qui n'est plus presque uniquement à visée alimentaire, un développement de l'industrie et des services. En conséquence, ont pu se généraliser l'économie urbaine, le développement des moyens de transport et les moindres coûts de production en outre-mer. La baisse du prix du blé par rapport aux salaires est, selon Jean Fourastié, le fait majeur de l'évolution économique depuis le XVIIe siècle ; le progrès du niveau de vie des Français et de la plupart des Occidentaux a son origine dans cette évolution.
La production de blé reprend son essor au cours du XXe siècle grâce aux progrès de la mécanisation, à la sélection de nouvelles variétés productrices et au développement de l'usage de fertilisants. Le blé est, au début du XXIe siècle, une des céréales les plus rentables à l'intérieur du système des prix européens. L'Europe importait plus d'une dizaine de millions de tonnes de blé au moment de la guerre. Depuis, elle est devenue exportatrice. L'excédent final européen atteignait près de 17 millions de tonnes en 1990.
L'Association générale des producteurs de blé (AGPB) est une association spécialisée de la  Fédération nationale des syndicats d'exploitants agricoles (FNSEA) qui regroupe l'ensemble des céréaliers. Elle a créé avec l'Association générale des producteurs de maïs (AGPM) et la Fédération française des producteurs d'oléagineux et de protéagineux (FOP) une union syndicale pour les grandes cultures ORAMA.

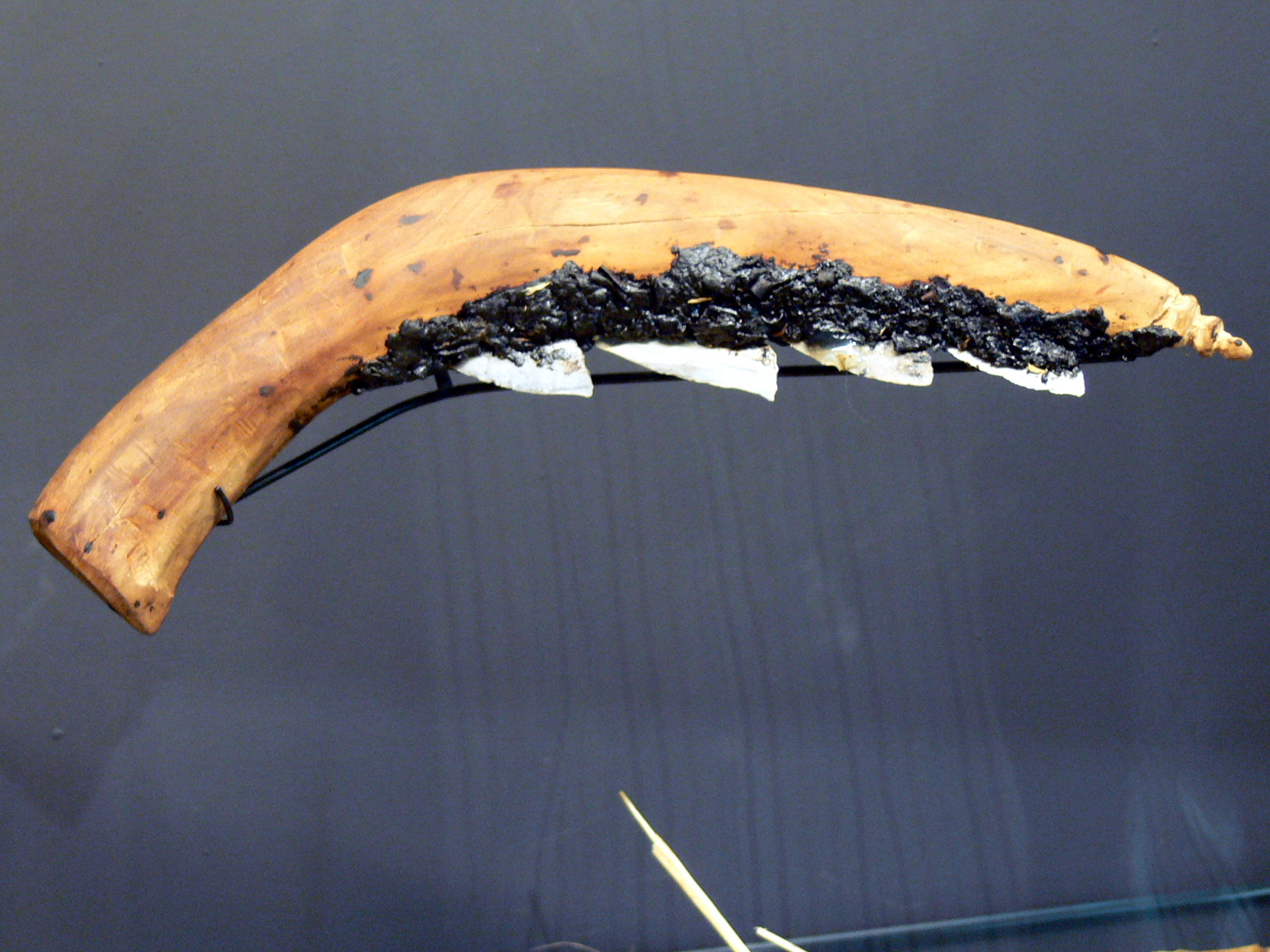
Reconstitution d'une faucille néolithique (os, silex et résine).
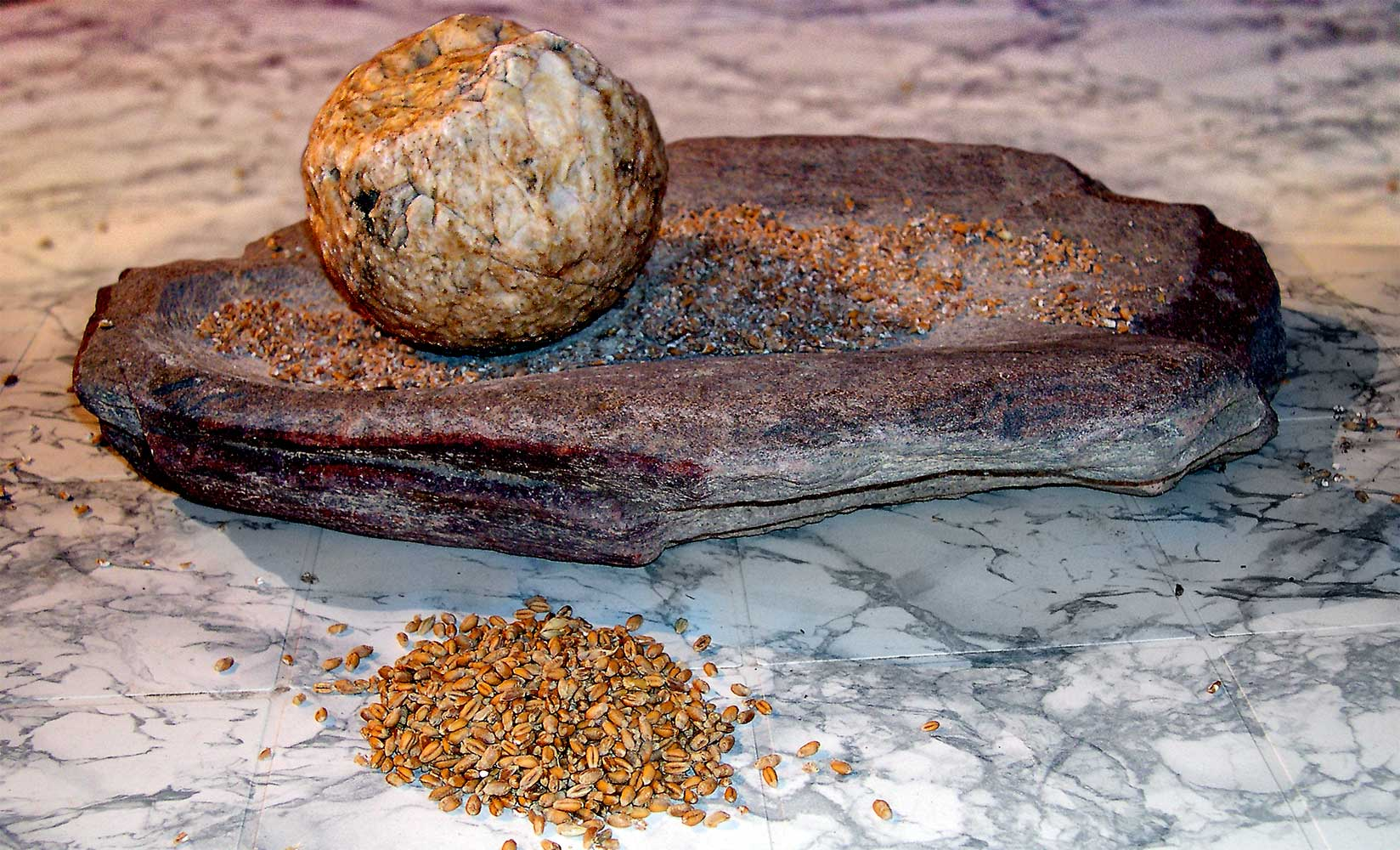
Meule néolithique pour écraser le grain.

## Effets du réchauffement climatique
Le réchauffement de la planète entraîne une accumulation de périodes sèches et chaudes et donc une augmentation des fluctuations des rendements de la production de blé. Sur la base d'essais au champ, on peut estimer que la quantité de blé produite dans le monde va diminuer de 6% par degré Celsius d'augmentation de la température. Même si la limite de réchauffement planétaire de deux degrés Celsius convenue dans l'Accord de Paris est respectée, cela aura une incidence négative sur les rendements mondiaux des cultures par superficie cultivée. Cela entraîne la nécessité de passer à des variétés de blé plus résistantes à la sécheresse, par exemple en sélectionnant de nouvelles variétés de blé, qui peuvent atténuer partiellement mais pas complètement la baisse des rendements afin de s'adapter au changement climatique.

## L'origine du blé tendre
Le blé moderne est le résultat d'une construction génétique unique : il contient le génome complet de trois espèces différentes, les chromosomes de ces espèces ne se mélangeant pas lors de la méiose. Il est le résultat d'événements de polyploïdisation intervenus à la suite de croisements entre espèces : chaque génome fut entièrement conservé, ce qui explique l'augmentation de la ploïdie :
- le premier événement est la fusion de deux espèces diploïdes présentant 7 paires de chromosomes : un blé sauvage (Triticum urtatu, génome AA) et un égilope d'espèce encore inconnue (Aegilops sp, génome BB) ; elle a eu lieu il y a environ 500 000 ans et a conduit à l'apparition d'un blé tétraploïde sauvage (Triticum turgidum, génome AABB, 14 paires de chromosomes) qui a été domestiqué pour donner d'abord l'amidonnier puis le blé dur ;
- le second événement est une deuxième fusion qui a eu lieu au cours de la domestication, il y a environ 9 000 ans : un blé tétraploïde cultivé du type précédent et un égilope diploïde connu (Aegilops tauschii, génome DD). Elle a donné le blé tendre (Triticum aestivum, génome AABBDD, 21 paires de chromosomes) qui est donc hexaploïde[34].

En France, le CNRA de Versailles (devenu l'INRA - Institut national de la recherche agronomique) et le laboratoire de M. Bustaret ont cherché à comprendre l’origine du blé. Il a fallu vingt ans à M. Jolivet pour réussir la synthèse du blé à partir de l'égilope en augmentant par étapes successives son taux de ploïdie. Pour ce faire, il a exposé la plante et son génome à une toxine, la colchicine (puissant agent anti-mitotique). Il a conservé les plantes passées d’une diploïdie (à 14 chromosomes) à des plantes triploïdes (21 chromosomes), au moyen de croisements, puis à une souche tétraploïde (28 chromosomes) et enfin hexaploïde (42 chromosomes), grâce à la colchicine. Cette variété originale reconstituée en laboratoire a servi à enrichir les variétés avec des gènes originaux ou perdus depuis la domestication.
Parmi les dizaines de milliers de formes de blés cultivés, (au moins 30 000), tous les « Speltoidea » à 42 chromosomes, qui fournissent la plupart des blés cultivés tendres (froment), aux grains riches en amidon, descendent de cet ancêtre. Les autres proviennent du stade précédent qui a donné les « Dicoccoida » à 28 chromosomes, qui sont les blés durs, aux épis denses et aux graines riches en gluten.
On ne sait pas exactement comment la sélection a commencé à se faire au néolithique précéramique du Proche-Orient. Il est possible que des épis inhabituellement gros soient spontanément apparus après des accidents de fécondation de l'ancêtre du blé, qu'ils aient été semés et qu'ainsi, par sélection massale, des blés de plus en plus productifs aient été obtenus.

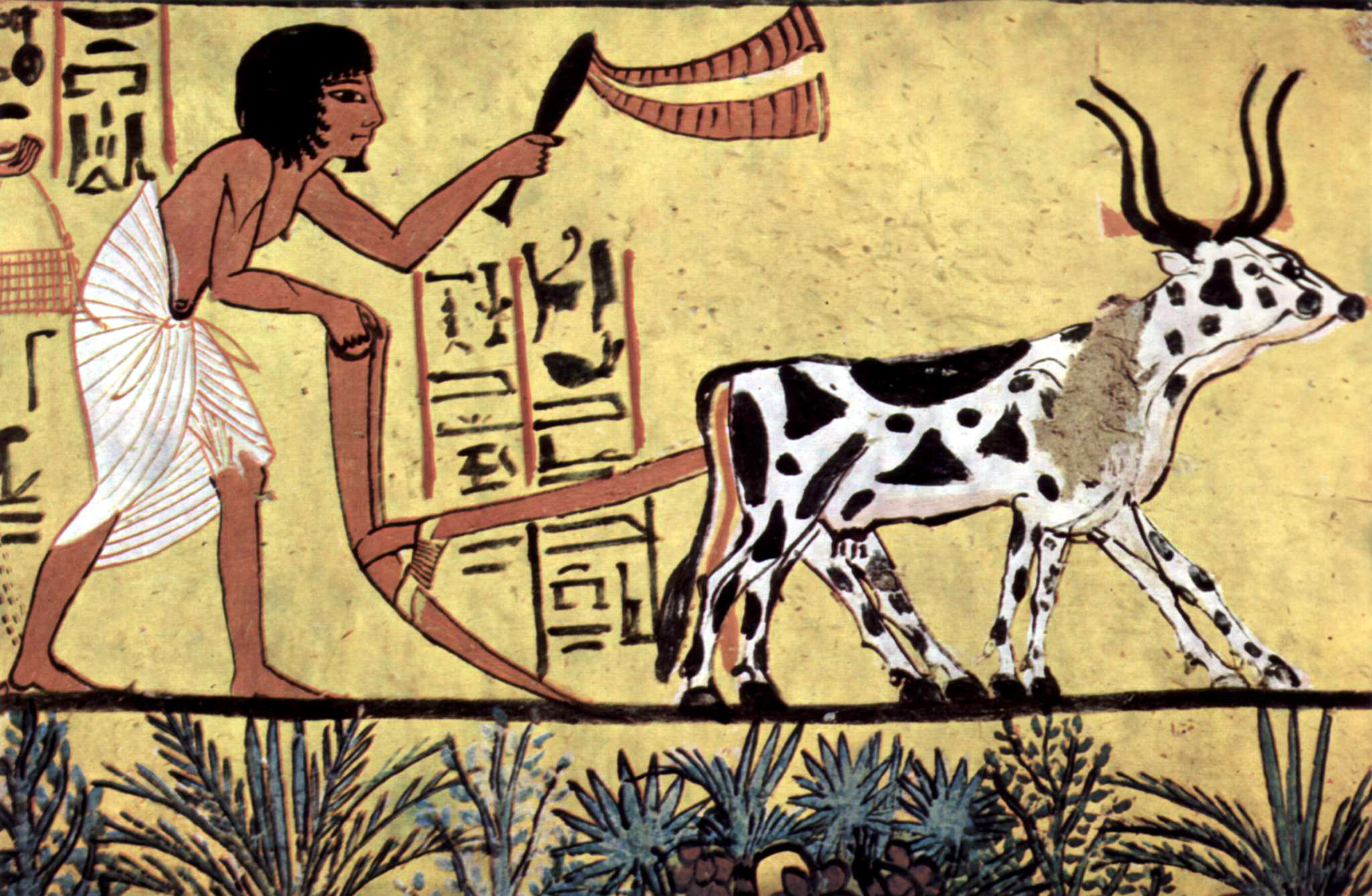
Araire de l'Égypte antique, vers 1200 av. J.-C.
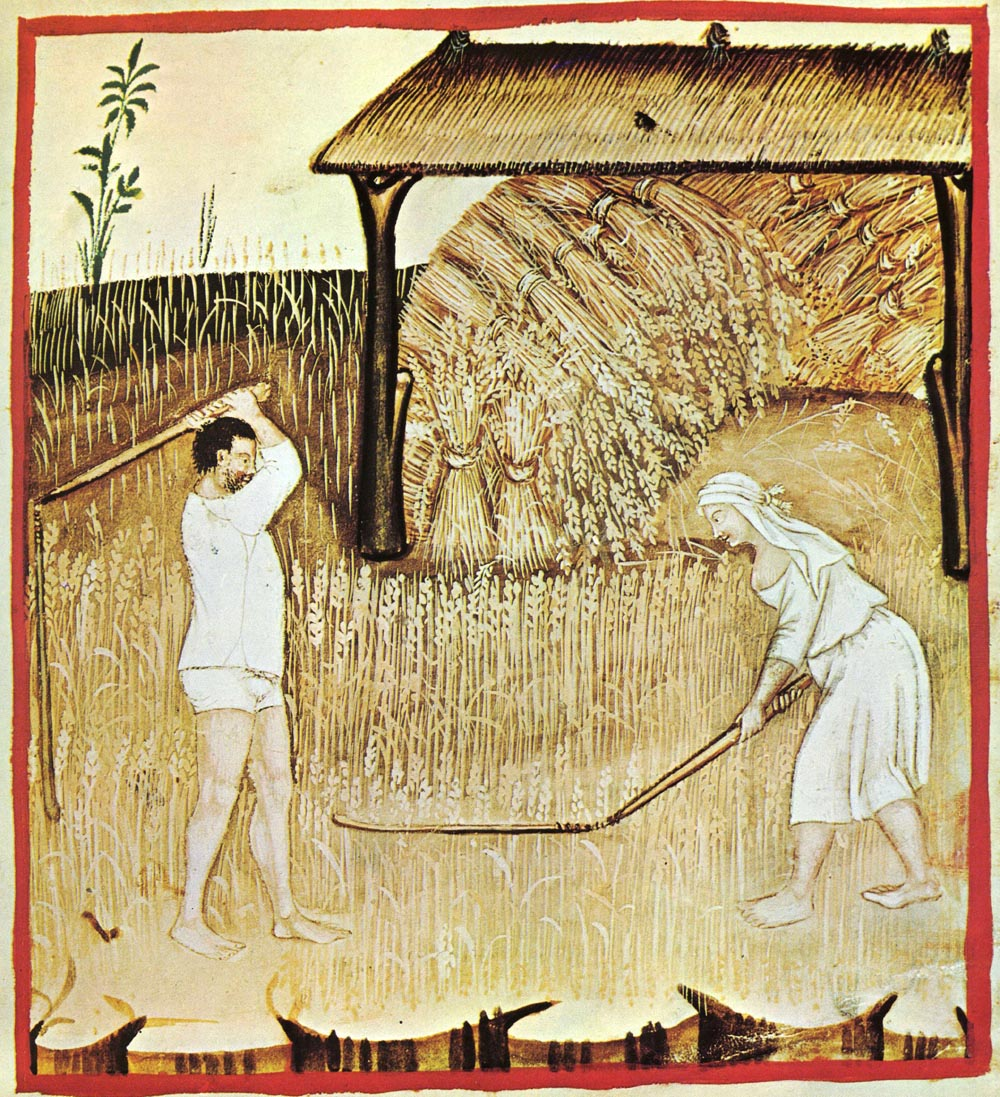
Battage au fléau, Tacuinum sanitatis, manuel du XIVe siècle.
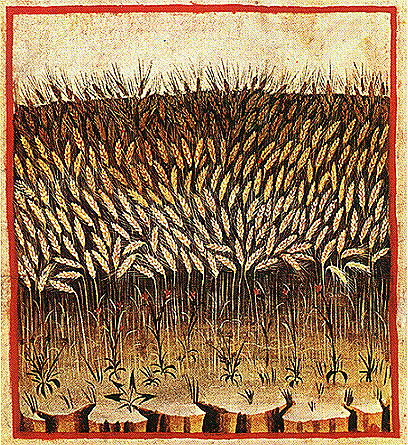
Le blé (fermentum) du Tacuinum sanitatis correspond au chaud et humide, l'optimum : grains gonflés et lourds dont l'usage est recommandé pour l’ouverture des abcès mais provoque des occlusions.
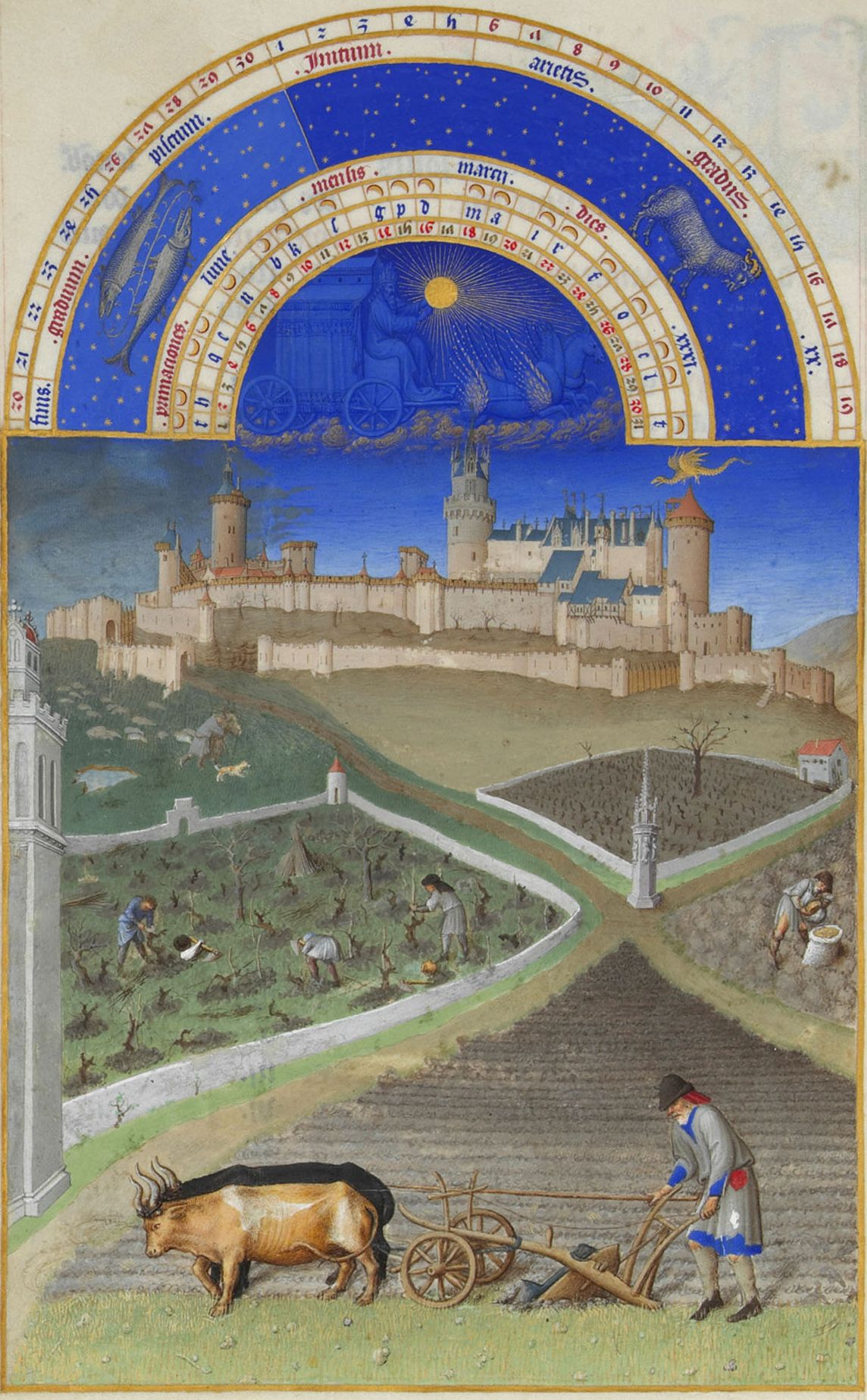
Mars, les labours, Les Très Riches Heures du duc de Berry, XVe siècle.
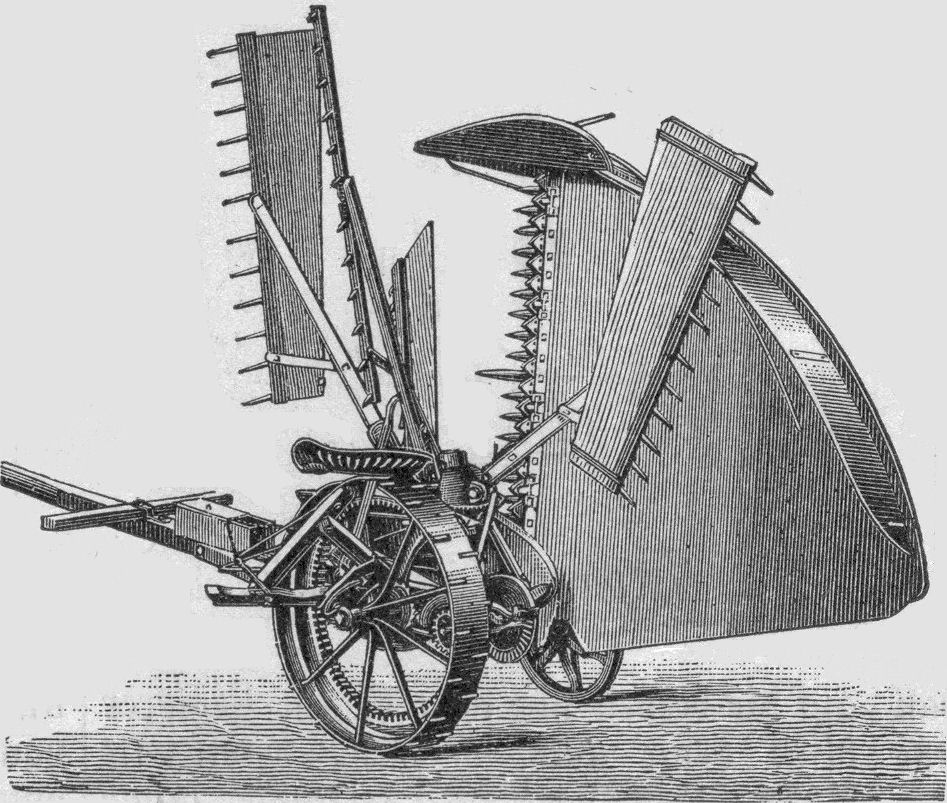
Moissonneuse (faucheuse-javeleuse) de McCormick, 1889. Elle produisait des javelles (gerbes non liées).

## Le développement de la plante

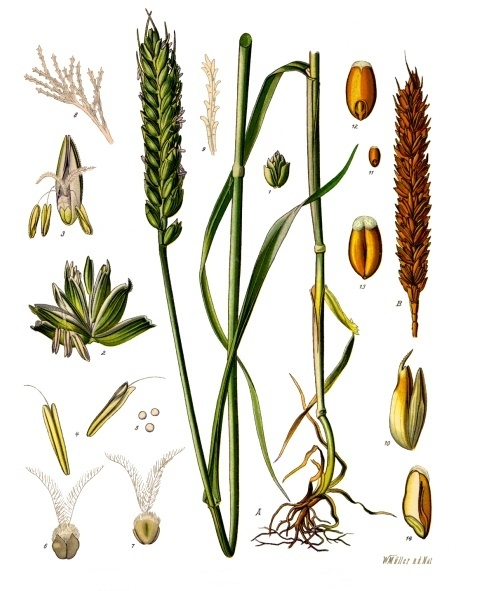
Planche botanique d'un épi de blé.

Les blés sont des plantes herbacées annuelles, monocotylédones, à feuilles alternes, formées d'un chaume portant un épi constitué de deux rangées d'épillets sessiles et aplatis.
Les fleurs sont nombreuses, petites et peu visibles car achlamydes. Elles sont groupées en épis situés à l'extrémité des chaumes.
Les tiges sont des chaumes, cylindriques, souvent creux par résorption de la moelle centrale. Ils se présentent comme des tubes cannelés avec de longs et nombreux faisceaux conducteurs de sève. Ces faisceaux sont régulièrement entrecroisés et renferment des fibres à parois épaisses, assurant la solidité de la structure. Les chaumes sont interrompus par des nœuds qui sont une succession de zones d'où émerge une longue feuille, qui engaine d'abord la tige puis s'allonge en un limbe étroit à nervures parallèles.
Parmi les autres caractères de cet appareil végétatif, il existe dans l'épiderme une concentration de multiples amas de silice microscopiques mais très durs. Ils peuvent user les outils tranchants (faucille ou faux par exemple ; ce fait permet de reconnaître les outils préhistoriques ayant servi aux moissons, car ils présentent de fines rayures et parfois des restes d'accumulation de silice.)
L'épi de blé est formé de deux rangées d'épillets situés de part et d'autre de l'axe. Un épillet regroupe trois fleurs à l'intérieur de deux glumes. Chaque fleur est dépourvue de pétales, et est entourée de deux glumelles (pièces écailleuses non colorées). Elle contient trois étamines (pièces mâles), un ovaire surmonté de deux styles plumeux (les pièces femelles). La fleur du blé est dite cléistogame, c’est-à-dire que le pollen est relâché le plus souvent avant que les étamines ne sortent de la fleur. Il s'attache alors au stigmate, où peut se produire la fécondation.
Le blé est une plante presque strictement autogame. En espaçant les variétés de seulement 2,5 m, on constate une pollinisation croisée limitée à 0,03 %. En effet, à cause du caractère cléistogame de la fleur, l'autofécondation est le mode de reproduction le plus fréquent chez les blés : ce sont les anthérozoïdes (cellules reproductrices mâles) issus du pollen d'une fleur qui fécondent l'oosphère et la cellule centrale du sac embryonnaire de l'ovaire de cette même fleur (les cellules sexuelles femelles sont protégées dans un sac embryonnaire fermé au sein d'un ovule).
Après fécondation, l'ovaire donnera le grain de blé. Dans le cas du blé, le grain est à la fois le fruit et la graine. En effet, les enveloppes du fruit sont soudées à celles de la graine. On appelle ce type de fruit un caryopse.
Au moment du battage, les glumes et les glumelles sont perdues. Ses réserves sont contenues dans l'albumen (on dit que la graine est albuminée), composé à 70 % d'amidon et 15 % de gluten (une protéine). L'embryon n'a qu'un cotylédon (le blé est une plante monocotylédone).
Les principaux caractères des espèces de blé que l'homme a cherché à sélectionner sont : la robustesse de l'axe de l'épi (qui ne doit pas se casser lors de la récolte), la séparation facile des enveloppes du grain, la grande taille des grains et la compacité des épis (plus maniable que l'épi lâche).
La sélection d'une plante cultivée se base sur l'ensemble de gènes existants dans l'espèce considérée, ce qui justifie l'intérêt de la préservation de la biodiversité. Pour certaines propriétés désirées, telles que la résistance aux maladies fongiques ou virales, la diversité au sein du groupe de gènes du blé n'est pas suffisante. Pour cette raison, il a été complété par de nouveaux gènes. Un croisement entre le blé et ses plantes parentes ne se fait pas naturellement. Par conséquent, des techniques de culture tissulaire et de cytogénétique (mais pas de génie génétique) doivent être employées pour introduire du matériel génétique exogène dans le génome du blé. C'est ainsi qu'on a pu créer un hybride entre le blé et le seigle nommé « triticale ».
La création et l'utilisation de variétés de blé génétiquement modifié est techniquement possible. Cependant, cette technique n'a pas été utilisée à grande échelle pour le blé.

### La graine
Le grain de blé est un fruit particulier, le caryopse. Dans un caryopse, la paroi du fruit adhère au tégument de la graine et la protège des influences extérieures. Au cours de la mouture, ces enveloppes sont habituellement séparées du grain (embryon + albumen) et commercialisées en tant que son. Le grain contient 65 à 70 % d'amidon ainsi qu'une substance protéique (le gluten) dispersée parmi les grains d'amidon. Le gluten est responsable de l'élasticité de la pâte malaxée ainsi que de la masticabilité des produits à base de céréales cuits au four. Cette visco-élasticité permet de faire du pain de qualité : les bulles de CO2 dégagées lors de la dégradation anaérobie de l'amidon par les levures sont piégées dans le réseau de gluten à la fois tenace et élastique (la pâte « lève »).
L'embryon ou germe est la partie essentielle de la graine permettant la reproduction de la plante : en se développant il devient à son tour une jeune plante. Contenant beaucoup de matières grasses (environ 15 %) ou d'huiles, l'embryon pourrait donc rancir et est souvent éliminé lors du nettoyage des grains. Les germes de céréales sont vendus dans les boutiques de diététique car ils sont considérés comme très nutritifs en raison de leur haute teneur en sels minéraux, vitamines, protéines et huiles.
Le germe de blé, en diététique, fournit la majeure partie des vitamines B, hautement spécialisées dans la défense et l'entretien du système nerveux. Il apporte aussi, en quantité, les vitamines A, C, E, du zinc et des acides aminés.
Si l'on compare les deux principaux types de blé, le blé dur et le blé tendre, le qualificatif de dur est d'une part utilisé dans une logique classificatoire tenant compte de la structure génétique de la variété, et d'autre part utilisé pour décrire d'un point de vue mécanique la résistance du grain à la mouture (à la mouture, un grain dur dont une partie de l'amidon est vitreux donnera une poudre granuleuse, au lieu d'une farine poudreuse). Ces deux aspects, génétiques et mécaniques, ne sont pas entièrement dépendants. Ainsi un blé génétiquement dur sera le plus souvent, mécaniquement, dur mais pourra aussi être éventuellement tendre. Les grains tendres d'un blé dur sont qualifiés de mitadinés.
Les cultivars sont les variations des deux espèces qui sont effectivement cultivées dans les champs.

### La paille et le chaume
La paille est la partie de la tige des graminées coupée lors de la moisson et rejetée, débarrassée des graines, sur le champ par la moissonneuse-batteuse, dans le cas de récolte mécanisée. La partie de la tige, de faible hauteur qui reste au sol s'appelle le chaume (en botanique, on appelle chaume la tige des graminées).
La paille, sous-produit agricole, peut être récoltée. Les principaux usages sont : la litière pour le bétail (bovins, porcins, ovins et équins), qui forme ainsi la base du fumier utilisé comme fertilisant et amendement organiques des sols; le fourrage pour les ruminants dans un cadre spécifique (en cas de nécessité) et, pratique en renouveau, de matériau pour la construction des bâtiments agricoles ou de véritables maisons. Le torchis peut inclure de la paille.
Elle peut aussi être enfouie, laissée sur place et ainsi contribuer à la vie biologique du sol et à la conservation de ses qualités agronomiques (taux de matière organique et aération par les vers de terre) ou brûlée sur place. Cela évite les opérations de récolte et de transport, relativement coûteuses, surtout dans les régions céréalières où l'élevage a disparu (comme le bassin parisien).
La hauteur du chaume dépend du réglage en hauteur de la barre de coupe de la moissonneuse-batteuse, selon principalement si l'on désire ou non récolter un maximum de paille. Cependant, sur une parcelle de terre comportant des trous ou ornières, le réglage sera haut afin d'éviter de casser la barre de coupe.
Certaines moissonneuses-batteuses sont équipées d'un ou de deux broyeurs (ou hache-paille) :
- à l'avant de la machine, sous la barre de coupe, entre celle-ci et les roues avant ;
- à l'arrière, à la sortie de la paille.

Le broyeur avant facilite le déchaumage en hachant le chaume. Le broyeur arrière hache et éparpille la paille, idéalement de façon uniforme.
Après la moisson, les agriculteurs procèdent au déchaumage, qui consiste en une façon superficielle, souvent à l'aide d'outil à disques, ou déchaumeuse, destinée à accélérer la décomposition du chaume et des restes de paille. Ce déchaumage accompagne éventuellement un semis de couvert. Le déchaumage a également pour fonction de permettre la germination des graines non récoltées et de certaines adventices, ce qui permet de réaliser un faux semis. Ainsi ces graines ne viendront pas concurrencer une future autre culture. Il est aussi possible de ne pas déchaumer et de réaliser un semis direct d'un couvert ou de la culture suivante.

## La culture du blé

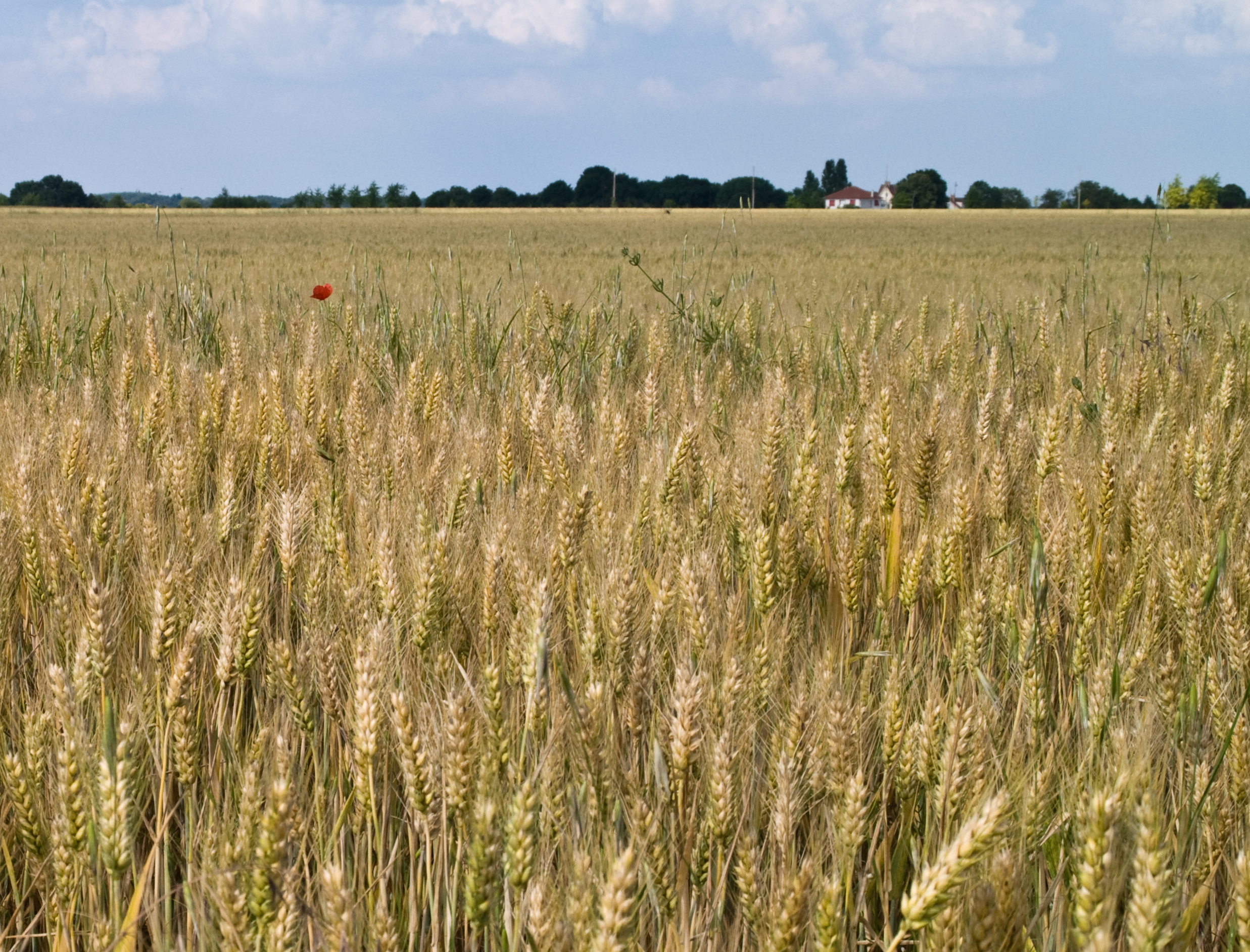
Champ de blé en Seine-et-Marne.

Les systèmes de cultures ont favorisé divers types de blé :
- le blé d'hiver est semé à l'automne. Il caractérise les régions méditerranéennes et tempérées ;
- le blé de printemps est semé au printemps et signale les pays à hiver plus rude. La différence principale avec le blé d'hiver est que le blé de printemps supporte assez difficilement les températures basses. Le blé de printemps n'a pas besoin de vernalisation, il y a peu ou pas de tallage. C'est grâce à lui que la Sibérie occidentale et le Canada sont devenus de gros producteurs.

Le blé est généralement cultivé en rotation avec d'autres céréales (orge, seigle, millet, maïs) et une autre culture (colza, tournesol, pois chiche, etc.) même dans les régions de culture exclusivement industrielle. On fait cependant se succéder deux blés tendres ou un blé tendre puis un blé dur ou un triticale. Dans certaines régions comme la Bretagne, le contexte pédo-climatique est propice au développement de maladies et défavorise la succession de deux blés tendres. Une rotation fréquente sera plutôt maïs – blé tendre – orge. 

### Le semis
L'installation d'une culture de blé est très importante puisqu'elle conditionne le développement et la croissance des plantes. Le succès de cette installation dépend :
- du choix de la variété adaptée au climat et au sol de la zone ;
- de la date du semis ;
- de la densité de semis ;
- de la profondeur de semis ;
- du type de terre ;
- du système d'exploitation.

### Le choix de la variété
L'agriculteur cultive généralement plusieurs variétés de blé. Cette diversité lui permet d'étaler son travail et de limiter les risques liés au climat et aux différents ennemis des cultures (ravageurs et maladies). Les critères de choix possibles sont donc les critères techniques :
- le rendement : ce critère est moins important pour les parcelles à faible potentiel ;
- la valeur boulangère : les agriculteurs ont parfois des contrats imposants une qualité technologique stricte ;
- la précocité : en fonction du climat local et du calendrier des travaux ;
- la résistance de la culture au froid, aux maladies, à la verse et à la germination sur pied ;
- les exigences climatiques (besoins de somme de températures) ;
- les contraintes d'altitudes.

### La date de semis
Elle dépend de plusieurs facteurs :
- du précédent ;
- de la variété ;
- des conditions climatiques ;
- de l'état du sol ;
- de stratégie de contournement de pathologie ou d'adventice ;
- du système de production ; disponibilité de l'agriculteur...

Les blés d'hiver ont besoin de périodes de froid assez prolongées pour acquérir l'aptitude à fleurir : c'est le phénomène de vernalisation. Il faut donc procéder à un semis précoce avant l'hiver.

### La densité de semis
Ce qui importe ce n'est pas la quantité de semences à l'hectare mais le nombre d'épis voire le nombre de plantes par mètre carré. C'est-à-dire le peuplement à réaliser. Elle varie selon :
- le type de semence : classique ou hybride ;
- le climat ;
- le type de sol ;
- la faculté germinative ;
- les conditions de semis ;
- la date de semis ;
- les pertes à la levée et durant l'hiver.

### La levée
Au début de la germination, la semence de blé est sèche. Après humidification, il sort une radicule (première petite racine) puis un coléoptile. Une première feuille paraît au sommet du coléoptile. La germination est uniquement déterminée par le cumul journalier de la température positive. Il faut en moyenne 30 degrés jour (ou Dj, base 0 °C) pour la germination, soit trois jours à 10 °C ou 10 jours à 3 °C, et environ 150 Dj pour la levée.
L'axe portant le bourgeon terminal se développe en un rhizome (tige souterraine) dont la croissance s'arrête à 2 cm en dessous de la surface du sol. Il apparaît un renflement dans la partie supérieure du rhizome qui grossit et forme le plateau de tallage.
La levée commence quand la plantule sort de terre et que la première feuille pointe au grand jour son limbe.
Un désherbage peut être pratiqué en pré-semis (juste avant le semis) ou en post-semis pré-levée (entre le semis et la levée).
Le rythme d'émission des feuilles est réglé par des facteurs externes comme la durée du jour et le rayonnement au moment de la levée. On exprime le nombre de feuilles en fonction des cumuls de températures depuis le semis (voir aussi phyllotherme). Le phyllotherme est la durée exprimée en somme de température séparant l'apparition de deux feuilles successives. Il est estimé à 100 Dj et varie entre 80 Dj (semis tardif) à 110 Dj (semis précoce). Le blé a besoin d'une période de froid d'environ 100 jours, ce qui explique le fait qu'il n'y a pas de développement de la culture du blé dans les régions équatoriales.
Le blé mûrit plus vite dans une température de 30 °C et plus. Conséquemment ses épis portent moins de grains et ces derniers sont plus petits. D'autre part, un réchauffement local de 2 °C diminuerait la période de croissance de 9 jours et réduirait les rendements de 20 %. Cette diminution de la récolte est particulièrement inquiétante pour l'Inde, pays tropical et 2e producteur mondial derrière la Chine.
La période « quelques feuilles » peut être le moment de désherber et parfois de traiter contre les insectes (larves de taupins, tipules) en agriculture conventionnelle.

### Le stade «3 feuilles»
Le stade « 3 feuilles » est une phase repère pour le développement du blé. Des bourgeons se forment à l'aisselle des feuilles et donnent des pousses – ou talles. Chaque talle primaire donne des talles secondaires. Apparaissent alors, à partir de la base du plateau de tallage, des racines secondaires ou adventives, qui seront à l'origine de l'augmentation du nombre d'épis.

### Le tallage
Le tallage commence pendant l'hiver et se poursuit jusqu'à la reprise du printemps. Il est marqué par l'apparition d'une tige secondaire, une talle, à la base de la première feuille. Les autres feuilles poussent elles aussi leurs talles vertes. Au moment du plein tallage, la plante est étalée ou a un port retombant.
À l'intérieur de la tige, on peut trouver ce qu'on appelle la pointe de croissance. Elle commence à ressembler à un épi de blé. Initialement, la pointe est sous terre, protégée contre le gel. Au fur et à mesure de la reprise de la végétation, la pointe de croissance va s'élever dans la tige.

### La montaison
La montaison se produit de fin avril à fin mai en France. Au sommet du bourgeon terminal se produit le début du développement de l'épi. Parallèlement, on assiste à l'allongement des entrenœuds. Le stade « épi à 1 cm » du plateau de tallage est caractérisé par une croissance active des talles. Le plant de blé a besoin, durant cette phase, d'un important apport d'azote.
À la fin de la montaison apparaît la F1. Ce terme désigne la dernière feuille sortie. En semis dense, cette feuille est essentielle car elle va à elle seule contribuer à 75 % du rendement en grains. Juste avant la maturité, les plants trop densément semés se concurrençant entre eux, c'est même généralement la seule feuille encore vivante. Lorsque cette feuille est touchée, le poids de la récolte en grain devient vite désastreux. En effet, avec des plants serrés le poids unitaire des grains est déjà faible. De surcroît, cette faible distance entre chaque plant facilite la propagation des maladies. Au moindre stress, la céréale risque alors de donner des grains de très faible poids. On prévient dans l'immédiat cette baisse du rendement avec l'épandage préalable d'engrais et de pesticides.

### L'épiaison
L'épiaison se produit en mai ou juin en France, lorsque la gaine éclatée laisse entrevoir l'épi qui s'en dégage peu à peu (on parle de gonflement). Pour les variétés barbues comme le blé dur, c'est le moment où apparaissent les extrémités des barbes à la base de la ligule de la dernière feuille. Avant l'apparition de l'épi, on peut voir un gonflement de la gaine.
À ce stade, le nombre total d'épis est défini, de même que le nombre total de fleurs par épi. Chaque fleur peut potentiellement donner un grain (par exemple 25 grains par épi), mais il est possible que certaines fleurs ne donnent pas de grain, en raison de déficit de fécondation par exemple.

### La floraison

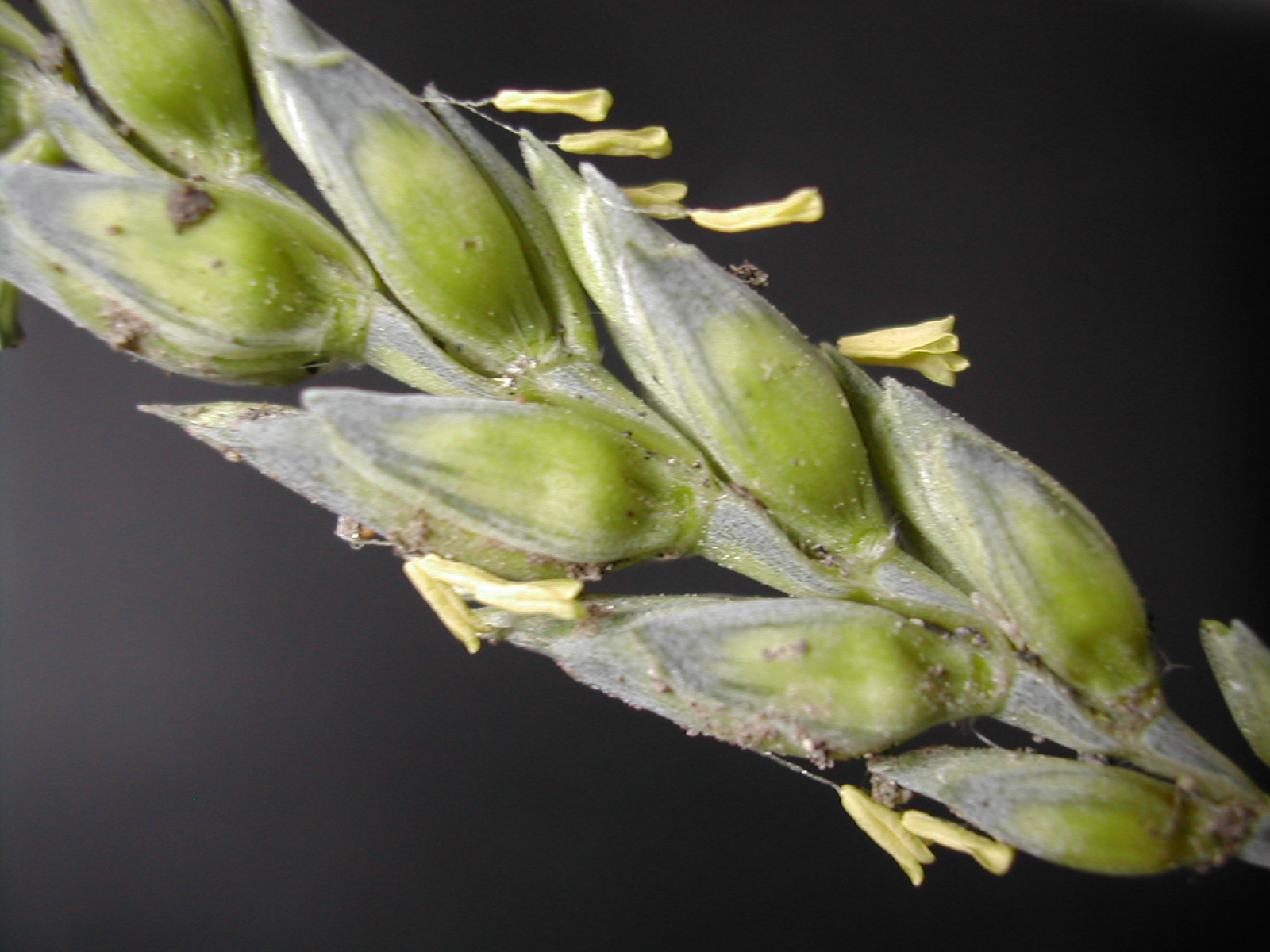
Fleurs de blé.

La floraison s'observe à partir du moment où quelques étamines sont visibles dans le tiers moyen de l'épi, en dehors des glumelles. Quand les anthères apparaissent, elles sont jaunes ; après exposition au soleil, elles deviennent blanches. Le grain de pollen des blés est monoporé et sa dispersion est relativement faible.
À la fin de la floraison, quelques étamines séchées subsistent sur l'épi. Environ quinze jours après la floraison, le blé commence à changer de couleur : du vert il passe au jaune, doré, bronze et rouge.

### La formation du grain

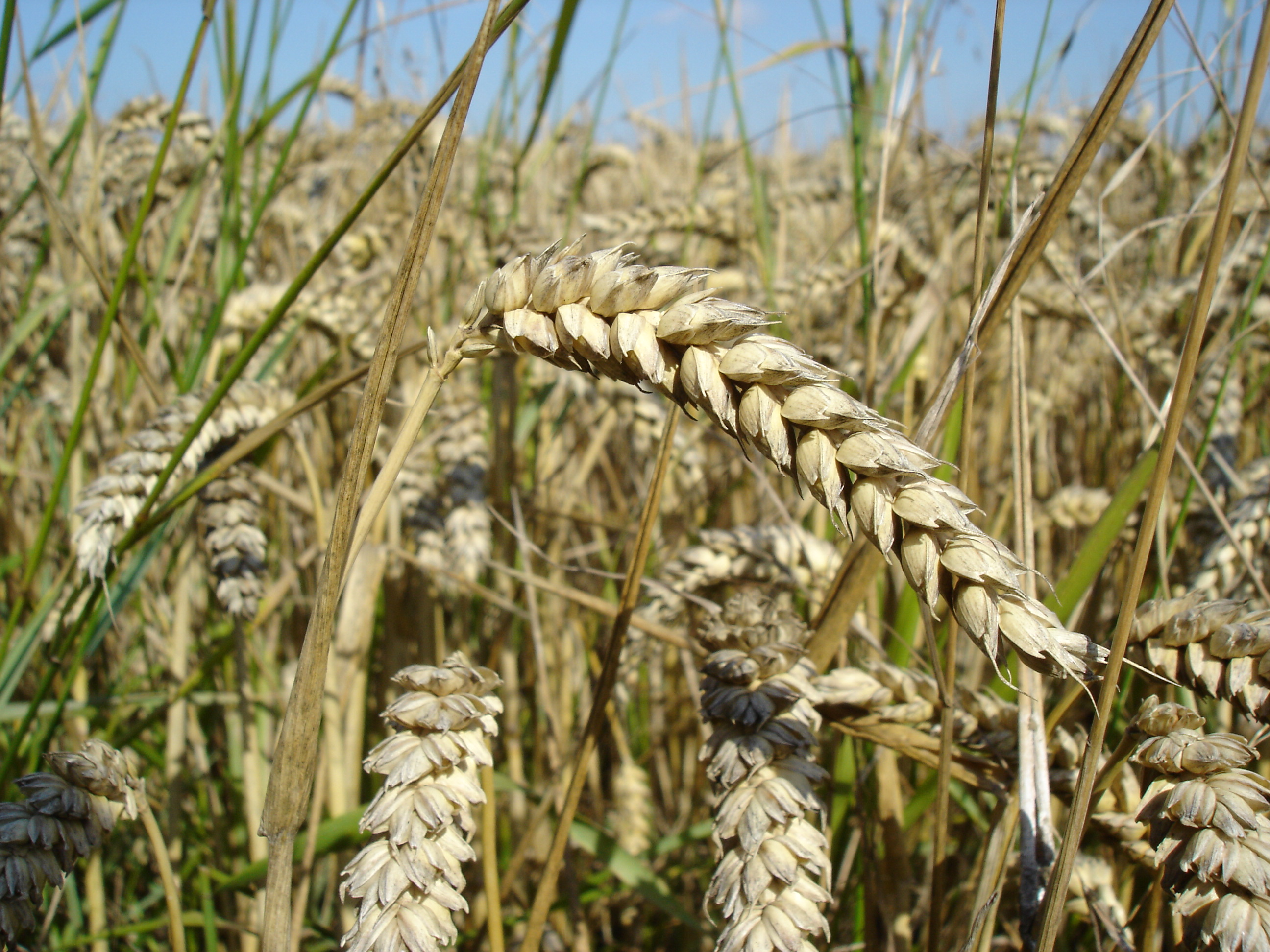
Blé mur.

Le cycle s'achève par la maturation qui dure en moyenne 45 jours. Les grains vont progressivement se remplir et passer par différents stades tels que le stade laiteux, puis pâteux, au cours desquels la teneur en amidon augmente et le taux d'humidité diminue. Durant cette phase, les réserves migrent depuis les parties vertes jusqu'aux grains. Quand le blé est mûr, le végétal est sec et les graines des épis sont chargées de réserves.
La formation du grain se fait quand les grains du tiers moyen de l'épi parviennent à la moitié de leur développement. Les grains se développent en deux stades :
- le stade laiteux où le grain vert clair, d'un contenu laiteux, atteint sa dimension définitive ;
- le stade pâteux où le grain, d'un vert jaune, s'écrase facilement.

Les glumes et les glumelles sont jaunes striées de vert, les feuilles sèches et les nœuds de la tige encore verts.
Puis le grain mûrit : brillant, durci, il prend une couleur jaune. À maturité complète, le grain a la couleur typique de sa variété et la plante est sèche. À sur-maturité, le grain est mat et tombe tout seul de l'épi.
Dans les conditions favorables, une seule semence peut produire une centaine de nouveaux grains.

### Les maladies du blé
Les maladies rencontrées au niveau de la semence peuvent être localisées à l'extérieur ou à l'intérieur du grain.

#### Maladies à l'extérieur du grain
- Carie : les spores sont fixées dans les poils de la brosse et dans le sillon. Elles germent et pénètrent dans le coléoptile du blé avant la levée. C'est à partir du stade deux feuilles que le blé devient résistant. À ce stade, le mycélium ne peut plus pénétrer dans la plantule dont les parois sont trop épaisses.  Les premiers symptômes apparaissent à la montaison. Les plantes affectées sont de couleur bleutée et peuvent être plus courtes. La maladie se manifeste plus nettement après l'épiaison. Les tiges et l’épi ont toujours une couleur verte, bleuâtre. Les glumes s'écartent pour laisser apparaître des grains de forme arrondie et de couleur vert olive. À maturité, ces grains brunissent et donnent à l'épi un aspect ébouriffé. Un grain carié peut contenir jusqu'à neuf millions de spores alors que seulement 20 à 40 spores suffisent à la contamination. Ces spores peuvent se conserver jusqu’à 5 ans dans un sol. À noter que ce champignon a deux modes de contamination : par la semence et par le sol.

- Septoriose : les spores sont présentes sur le péricarde (l'enveloppe ou glume) quand le grain germe. Le mycélium se développe et l'attaque se fait sur le coléoptile. On a des apparitions de taches brunes et ovales qui entraînent une destruction de la semence. On parle de fonte de semis.
- Fusariose :

1. Fusarium nivale : les spores du champignon se conservent à la surface des graines. Le mycélium va se développer et attaquer les jeunes plantules. On a un blocage de la croissance. Les jeunes feuilles s'enroulent et se nécrosent ;
2. Fusariose roseum : les spores se conservent à la surface du grain et à l'intérieur. Le mycélium se développe et les plantules vont se colorer en lie-de-vin puis se nécroser.

#### Maladies à l'intérieur du grain
- Charbon nu : les spores sont présentes sur la coléoptile et le colorisent. Un grain contaminé semble normal mais à la germination le mycélium envahit la plante (on a une contamination intérieure). À la floraison, les épis sont noirs. Ces derniers sont transformés en spores.

### Charançon
Le blé de consommation peut être infesté de divers charançons dont le charançon du blé.

### Les traitements
Liste des produits phytopharmaceutiques autorisés en France pour lutter contre les parasites du blé : « Le catalogue des produits phytopharmaceutiques et de leurs usages, des matières fertilisantes et des supports de culture autorisés en France », sur ephy.anses.fr (consulté le 13 juin 2020).

## Production et commercialisation

### Les débouchés

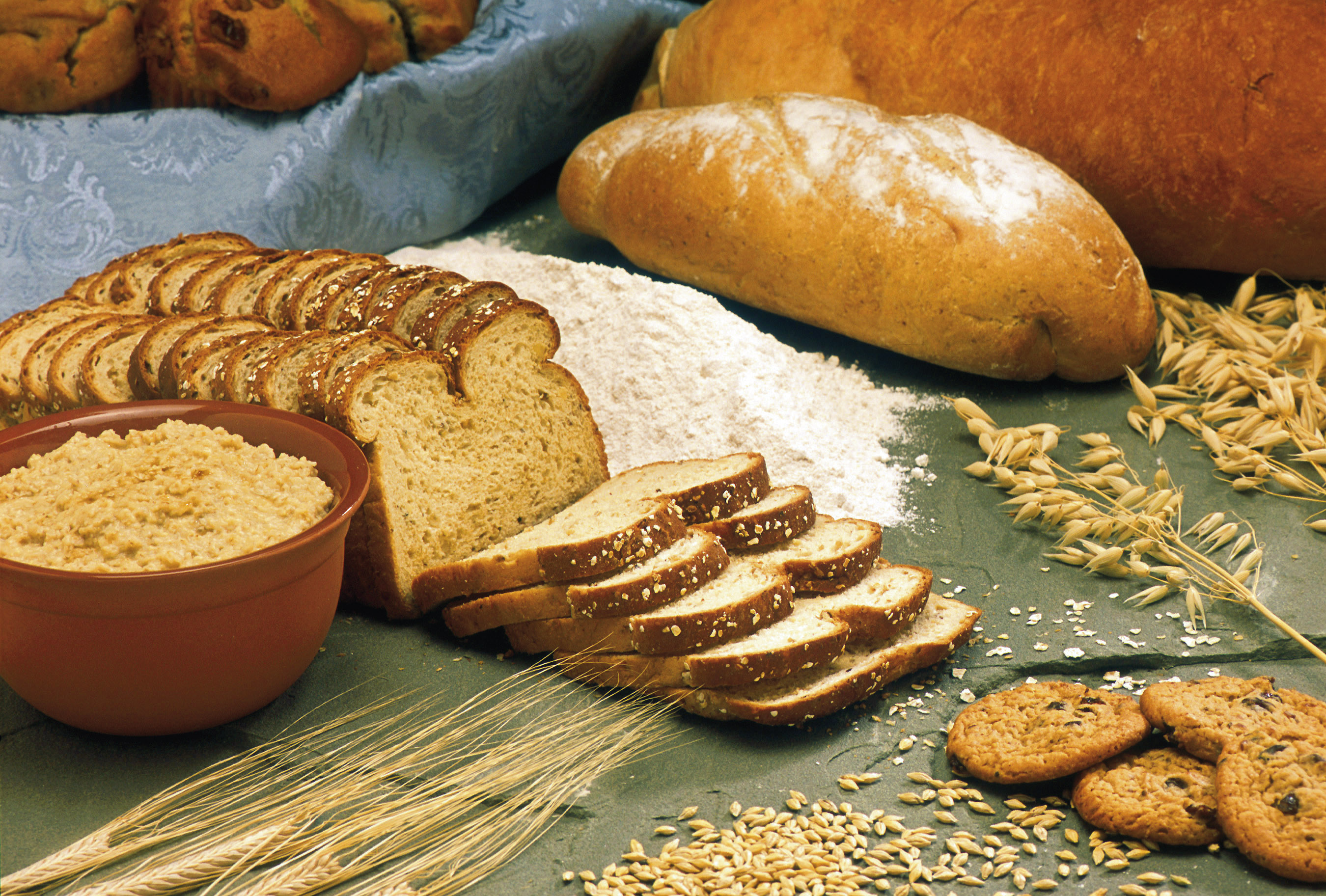
Types de pain

La consommation humaine (pain, biscuiterie et tous les produits à base de farine) reste le débouché principal (58 % de la récolte), suivie de l'alimentation animale (34 %). Les 8 % restants représentent les usages industriels (amidonnerie et glutennerie). Le blé peut également servir de substrat pour produire du biocarburant, le bioéthanol. Il a été utilisé pour alimenter des chaudières lorsque les cours du grain étaient très bas.
Le blé tendre, ou froment, est le produit agricole de base pour la fabrication du pain, en raison de sa composition en gluten supérieure aux autres céréales. Il doit passer par le secteur de la meunerie pour subir la transformation en farine.
Le pain est un aliment qui résulte de la cuisson d'une pâte obtenue par pétrissage d'un mélange composé de farines de blé panifiables correspondant à des types officiellement définis, d'eau potable et de « sel de cuisine », et soumis à un agent de fermentation : la levure ou le levain.
Le blé dur est à la base de la fabrication des semoules, utilisées pour la préparation du couscous ainsi que des pâtes alimentaires (toutefois les pâtes chinoises au blé sont fabriquées avec du blé tendre, de même qu'elles l'étaient traditionnellement dans l'Europe du Nord).

### Les statistiques de la production mondiale

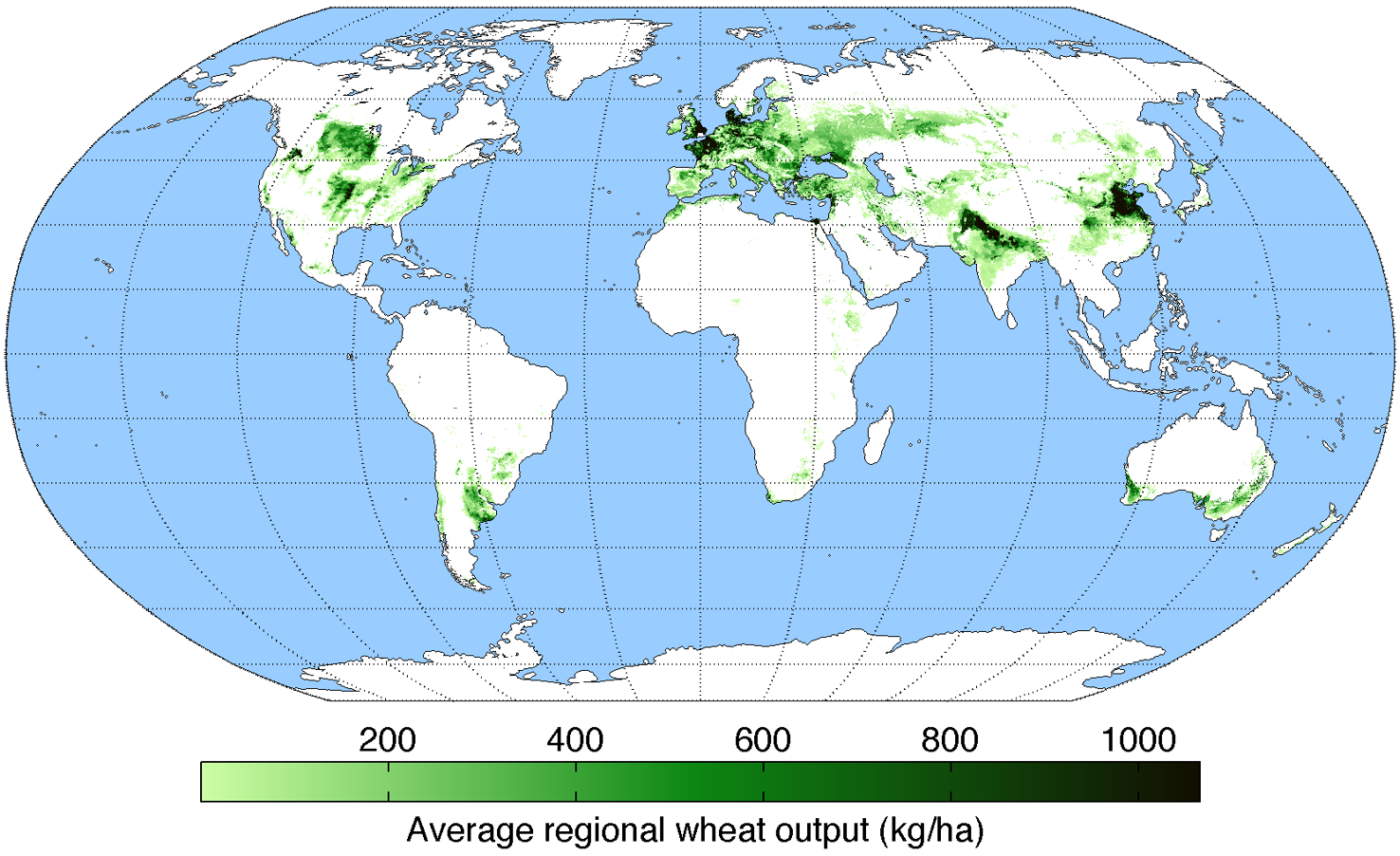
Répartition de la production mondiale en 2000

La production mondiale de tous les types de blés est de 729 millions de tonnes lors de la campagne 2014 c'est-à-dire près de 100 kg par habitant, pour l'ensemble de la population mondiale. En volume de production, c'est la quatrième culture mondiale derrière la canne à sucre, le maïs et le riz. Les statistiques mondiales sont calculées par le Conseil international des céréales. L'amélioration mondiale des techniques culturales et la sélection génétique (création de la variété Norin 10 par exemple) ont conduit à un accroissement considérable des rendements moyens, passant de moins de 10 q/ha en 1900[réf. nécessaire] - soit 1 tonne par hectare - à 29 q/ha en 2010. On pense désormais que la progression des rendements peut se poursuivre assez longtemps encore.
Le développement de l'irrigation, la réduction des pertes, l'amélioration des infrastructures (routes, capacités de stockage) constituent des moyens qui peuvent encore être mis en œuvre dans de nombreuses régions pour augmenter la production.
L'Amérique du Sud connaît des rendements stables avec 20 q/ha, l'Afrique et le Proche-Orient 10 q/ha (avec une grande variabilité selon les années au Maghreb), l'Égypte et l'Arabie saoudite ont atteint, en culture irriguée, 35 à 40 q/ha.
En Europe, des rendements très élevés sont obtenus en culture intensive. Le rendement moyen est passé de 30 à 60 q/ha durant les 30 dernières années, soit une progression moyenne de 1 quintal/ha/an[réf. nécessaire]. En France, les rendements sont passés de 14 à 70 q/ha entre 1945 et 1995. La production s'élève ponctuellement à 100 q/ha en moyenne régionale certaines années exceptionnelles. L'augmentation des rendements et des surfaces cultivées ont conduit à un fort accroissement de la production qui atteignait 275 millions de tonnes en 1965 et 600 en 1998.
La courbe de la productivité dans les pays de culture intensive serait parvenue à un plateau, le débat n'est pas tranché.[réf. nécessaire]
| Rang | Pays        | Surface (milliers hectares) | Rendement (kg/ha) | Production (millions tonnes) | % du total |
| ---- | ----------- | --------------------------- | ----------------- | ---------------------------- | ---------- |
| 1    | Chine       | 24 188                      | 5 048             | 129,368                      | 17,5 %     |
| 2    | Inde        | 30 723                      | 3 030             | 91,960                       | 12,4 %     |
| 3    | Russie      | 25 697                      | 2 498             | 64,931                       | 8,8 %      |
| 4    | États-Unis  | 18 531                      | 2 944             | 57,949                       | 7,8 %      |
| 5    | France      | 5 447                       | 7 357             | 37,068                       | 5,0 %      |
| 6    | Canada      | 9 440                       | 3 095             | 29,281                       | 4,0 %      |
| 7    | Allemagne   | 3 235                       | 8 630             | 27,785                       | 3,8 %      |
| 8    | Pakistan    | 9 182                       | 2 824             | 25,979                       | 3,6 %      |
| 9    | Australie   | 12 093                      | 2 006             | 25,303                       | 3,5 %      |
| 10   | Ukraine     | 6 352                       | 4 012             | 24,114                       | 3,3 %      |
| 11   | Turquie     | 7 759                       | 2 429             | 19,000                       | 2,6 %      |
| 12   | Royaume-Uni | 1 936                       | 8 585             | 16,621                       | 2,3 %      |
| 13   | Argentine   | 4 957                       | 2 810             | 13,930                       | 1,9 %      |
| 14   | Kazakhstan  | 11 924                      | 1 090             | 12,997                       | 1,8 %      |
| 15   | Pologne     | 2 339                       | 4 972             | 11,629                       | 1,6 %      |
| 16   | Égypte      | 1 425                       | 6 512             | 9,280                        | 1,3 %      |
| 17   | Iran        | 5 918                       | 1 462             | 8,652                        | 1,2 %      |
| 18   | Roumanie    | 2 018                       | 3 598             | 7,585                        | 1,0 %      |
| 19   | Italie      | 1 874                       | 3 811             | 7,142                        | 1,0 %      |
| 20   | Ouzbékistan | 1 455                       | 4 782             | 6,956                        | 1,0 %      |
|      | Monde       | 221 638                     | 3 289             | 728,967                      | 100 %      |

### Les exportations et les importations
Le blé est la première céréale sur le plan du commerce international : 127 millions de tonnes de blé sont échangées en 2010. En 2019, les trois premiers pays exportateurs de céréales sont la Russie (31 millions de tonnes), les États-Unis (27 millions de tonnes) et le Canada (22 millions de tonnes).
| Russie                                                                        | 31,8  |
| États-Unis                                                                    | 27    |
| Canada                                                                        | 22,8  |
| France                                                                        | 19,9  |
| Ukraine                                                                       | 13,3  |
| Argentine                                                                     | 10,5  |
| Australie                                                                     | 9,6   |
| Allemagne                                                                     | 5,5   |
| Kazakhstan                                                                    | 5,4   |
| Bulgarie                                                                      | 4,9   |
| Monde                                                                         | 179,5 |
| Source : Organisation des Nations unies pour l'alimentation et l'agriculture. |       |

| 2008 (données FAOSTAT) | Importance en volume |
| ---------------------- | -------------------- |
| États-Unis             | 22,9 %               |
| France                 | 12,4 %               |
| Canada                 | 12,0 %               |
| Russie                 | 8,9 %                |
| Argentine              | 6,7 %                |
| Australie              | 6,3 %                |
| Ukraine                | 5,7 %                |

Les importations mondiales atteignent 128 millions de tonnes en 2008 (source FAO). 36 pays importent plus de 1 Mt annuellement et représentent 80 % du total. Parmi ces pays, 13 réalisent 51,9 % du total, ce sont dans l'ordre décroissant en volume : Égypte (6,5 %), Algérie (5,4 %), Brésil (4,7 %), Japon (4,5 %), Italie (4,2 %), Iran (4,1 %), Espagne (3,6 %), Indonésie, Pays-Bas, Maroc, Turquie, Mexique et la Belgique.
Les exportations françaises de blé trouvent pour débouché par ordre décroissant : l'Italie (23 %), la Belgique (12 %), l'Algérie (11 %), les Pays-Bas (10 %), l'Espagne (7 %), la Côte d'Ivoire (7 %), la Tunisie (7 %) et l'Allemagne (7 %). Ces 8 pays représentent donc 84 % des débouchés commerciaux français.

### Le blé en France
La production française de blé tendre atteint 36 millions de tonnes, soit 26 % de la production de l'Union européenne (138 Mt).
En France, en 2012, un hectare de blé intensif produit environ 7 tonnes (par an), qui rapportent environ 1 750 € (prix de début de campagne 250 €/tonne). Durant la période 2006-2012, les prix du blé (rendu Rouen) ont varié entre 100 et 280 euros la tonne. Le blé « bio » se vend plus cher et économise les achats de produits phytosanitaires, mais ses rendements sont plus faibles, entre 20 et 40 %. La variété de blé bio historique, et la plus cultivée, est le blé Renan. Il s'agit d'un blé tendre d'hiver, mis au point par l’INRA en 1989 grâce à des techniques d'hybridation (croisement avec une espèce pont : le blé dur) entre le blé tendre et Aegilops ventricosa, sélectionnée pour sa résistance à plusieurs maladies, dont la rouille brune du blé et l'oïdium du blé,,,,.
Les producteurs reçoivent également une subvention à l'hectare dans le cadre de la PAC qui est indépendante de la culture en place et basée sur des références historiques.
Les blés panifiables dominent avec 92 % des surfaces en blé tendre. Le paysage variétal reste assez stable par rapport à 2010, avec le maintien des deux variétés de tête, Apache et Premio. En France, ces dernières années, le rendement du blé a peu progressé,.
Un problème est la perte de diversité génétique qui pourrait limiter les adaptations futures du blé aux maladies et au dérèglement climatique, par exemple au sein des blés tendres.

### Le marché du blé
Le marché mondial du blé suit plusieurs caractéristiques propres aux matières premières agricoles. La première est une relative instabilité et imprédictibilité des prix à court et moyen terme. L'offre mondiale de blé varie d'année en année en fonction des choix de semis des agriculteurs, des aléas climatiques, phytosanitaires, politiques et économiques, en étant lissée en partie par l'existence de stocks. La demande mondiale en blé est relativement stable et inélastique face à l'offre. Cette inélasticité de la demande face à une offre fluctuante crée l'instabilité du marché. Cette instabilité s'est par exemple traduite par la hausse des prix de 2007-2008, amplifiée par des phénomènes spéculatifs. Cette crise, lors de laquelle le prix du blé a doublé, a eu comme conséquence une importante crise alimentaire.
Le prix du blé est fortement corrélé aux prix des autres céréales comme l'orge, le maïs, un peu moins avec celui du riz, et il est aussi un peu corrélé aux prix des oléagineux comme le soja et le colza. Mais cela n'est pas dû à un phénomène de substitution à court terme de la consommation de blé par d'autres céréales, qui est faible : d'une part, les habitudes alimentaires l'empêchent, d'autre part, plusieurs céréales sont produites dans les mêmes zones et une mauvaise récolte de l'une augure souvent une mauvaise récolte de l'autre.
La deuxième caractéristique importante du marché du blé, aussi commune aux autres matières premières, est sa baisse tendancielle à long terme, en monnaie constante, causée principalement par les gains de productivité. Par exemple, un seul agriculteur en France peut aujourd'hui produire 10 tonnes de blé par hectare sur une exploitation de 100 ha, soit 1 000 tonnes de production nette, alors qu'au début du siècle, il n'en aurait produit que 1 t/ha sur 10 ha, soit 10 t (il s'agit d'un exemple en production nette, les gains de productivité sont moins importants car les coûts ont aussi augmenté). Cette baisse tendancielle explique que le nombre d'agriculteurs soit moins important qu'auparavant dans les pays développés (pour générer un revenu il faut produire davantage, donc disposer de plus de surface), et provoque une dégradation des termes de l'échange pour les pays producteurs.
Certains économistes agricoles se demandent si cette baisse tendancielle n'a pas été remplacée, depuis la campagne 2007, par un rattachement aux marchés de l'énergie, sensible depuis que l'industrie des biocarburants est devenue un débouché significatif pour le maïs américain (plus de 100 millions de tonnes transformés en bioéthanol) et pour le colza européen (80 % de l'huile étant destinée au biodiesel), le marché du blé étant touché indirectement. La transformation du blé en bioéthanol concerne actuellement 4,2 millions de tonnes annuellement dans l'Union européenne, ce qui reste une utilisation mineure.
Du point de vue technique, le marché du blé est composé de plusieurs marchés nationaux tous connectés entre eux. Les marchés peuvent être « physiques », par exemple « livré Rouen » - le port français d'exportation par excellence, ou virtuels, correspondant à des cotations de « futures » sur les places de marché électroniques régulées (Euronext et CBOT). Les fluctuations journalières dépendent des révisions des estimations de récoltes du CIC ou d'instances nationales comme l'USDA ou FranceAgriMer, des achats intérieurs et de la demande internationale (Cf. les appels d'offres égyptiens et algériens). L'essentiel du trading est assuré par les maisons de négoce spécialisées comme Cargill ou Invivo.
Lors des crises de 2007-2008 et de 2010-2011, certains dirigeants français ont rendu la spéculation responsable de la volatilité des prix constatée. Un rapport exhaustif commandé à des experts nuance le sujet. La régulation des marchés agricoles constitue un des sujets de discussion du G20.
Par nature, les marchés à terme sont spéculatifs, puisque déterminant des prix futurs, mais ce sont des instruments de couverture essentiels aux professionnels du négoce. Les règles très précises de fonctionnement (dépôt de garantie, liquidation journalière des positions, interdiction de position dominante, etc.) peuvent contrôler ces marchés.[réf. nécessaire]

## Alimentation humaine

### Normes de qualité, contaminants
Le blé est en général considéré approprié à la consommation humaine, sauf si la teneur en certains contaminants excède les valeurs limites autorisées. Les contaminants les plus étudiés sont le cadmium, le déoxynivalénol, l'ochratoxine, la zéaralénone, l'ergot du seigle, le datura stramoine et la carie du blé.
La conservation du blé dépend du taux d'humidité - que l'on peut abaisser par ventilation, de la température (on cherche à éviter l'« échauffement » des grains qui est une fermentation) et du contrôle des ravageurs (insectes, rongeurs, oiseaux). D'une manière générale le blé se conserve mieux quand il est sec, froid et bien ventilé. Dans les installations de stockage (silos) et de transport, on cherche à limiter la production de poussières qui peuvent, dans certaines conditions, être explosives.
Dans la pratique de la récolte et du transport du blé, d'autres impuretés peuvent être présentes: graines d'adventices ou d'autres cultures - qui peuvent être éliminées par triage, présence de grains germés qui peuvent nuire à la conservation, à la valeur meunière et à la valeur boulangère du blé. Un certain pourcentage des grains peut être déformé: grains échaudés, grains fusariés. On mesure également le poids spécifique (PS) qui est la masse d'un hectolitre de blé.

### Constituants du blé: aspects nutritionnels
Le blé est très rarement consommé entier par l'homme, mais cela peut arriver (consommation des céréales entières écrasées par exemple). Le plus souvent, le blé est moulu, on en sépare les enveloppes qui constituent le son, et le germe. C'est la farine de blé, qui en résulte, qui est probablement l'ingrédient alimentaire le plus consommé dans le monde. La farine de blé constitue la matière première de plusieurs secteurs de l'industrie agro-alimentaire: boulangerie (artisanale et industrielle), amidonnerie/glucoserie de blé, biscotterie, pâtisserie, biscuiterie. Le pain composé essentiellement de farine de blé, d'eau, de sel, et de levure ou de levain est probablement le premier aliment consommé dans le monde.
La farine de blé contient essentiellement de l'amidon et des protéines, certaines solubles (albumines, globulines), d'autres insolubles (prolamines, gliadines et gluténines), les protéines insolubles constituant le gluten. La maladie cœliaque est une forme d'intolérance au gluten, cependant il se pourrait que les gliadines favorisent l'augmentation de la perméabilité intestinale indépendamment de toute prédisposition génétique. La dermatite herpétiforme peut également être liée à la consommation de gluten.
Les protéines du blé sont relativement pauvres en lysine, ce qui en fait leur acide aminé limitant. La farine contient très peu de matières grasses, celles-ci étant concentrées dans le germe, écarté lors de la mouture. La farine est relativement pauvre en vitamines (pas de vitamine A, de vitamine C, de vitamine B12), mais assez riche en minéraux, leur taux dépendant du taux d'extraction. On constate cependant que la biodisponibilité de ces minéraux varie en fonction de la teneur en son, lui-même riche en acide phytique.
Il existe des facteurs anti-nutritionnels endogènes dans le blé, présents aussi en partie dans la farine: facteurs anti-trypsiques, inhibiteurs de l'alpha-amylase, lectines ou agglutinines (dans le germe et dans le gluten), pentosanes et acide phytique (plutôt présents dans le son). La plupart de ces substances sont éliminées par la mouture, par trempage, traitement thermique ou fermentation.
La consommation de blé (grain entier, souvent appelé blé complet) joue un rôle protecteur en santé humaine, vis-à-vis des maladies cardio-vasculaires, de certains cancers, du diabète et de l'obésité,,. L'effet serait lié à la teneur en acide phytique, en lignanes, et en d'autres composés,, et n'est pas complètement explicité. Dans les années 1980 et 90 on mettait l'accent sur le rôle des fibres, particulièrement aux États-Unis, mais cette approche 'composant' est désormais délaissée, c'est l'ensemble du produit (ici le blé complet) qui présente des avantages pour la santé. Aux États-Unis une allégation nutritionnelle est autorisée liant consommation de grains complets et protection vis-à-vis des maladies cardio-vasculaires et du cancer.

#### Teneur en protéines et utilisation du blé
La teneur en protéines du blé tendre qui est grossièrement proportionnelle à celle de son principal composant le gluten détermine en partie son utilisation. Elle peut être complétée par la mesure du W ou force boulangère qui donne une bonne indication de l'aptitude de la pâte à lever mais celle-ci est également déterminée par le type de levain, l'hydratation, le temps accordé à la fermentation.
| Nom                | W           | Pourcentage de protéines | Usage                          |
| ------------------ | ----------- | ------------------------ | ------------------------------ |
| Farine biscuitière | 90 - 160    | 9% - 10%                 | Biscuits, gâteaux, shortbread. |
| Farine ordinaire   | 160 - 250   | 10% - 12.5%              | Pizza traditionnelle, fouasse. |
| Farine de force    | plus de 300 | plus de 13%              | Pain français, brioche.        |

En alimentation animale, on privilégie des variétés de blé tendre à teneur en protéines élevée sans préférence pour le W.
Le blé dur présente un taux de protéines élevé mais possède un gluten différent dont les qualités techniques ne s'expriment qu'à chaud. Il n'est donc pas indiqué pour la fabrication de pains levés mais cette particularité facilite le filage des pâtes alimentaires à froid.

Structure d'un grain de blé

Les protéines son principalement contenues dans l'amande (gluten) et dans la couche à aleurone (schéma ci-contre). Garder la couche à aleurone dans la farine permet d'en améliorer la qualité protéique alimentaire mais pas le W. C'est le cas des farines dites bises et semi-complètes.

## Calendrier
Le 29e jour du mois de messidor (des moissons) du calendrier républicain / révolutionnaire français est dénommé jour du blé, généralement chaque 17 juillet du calendrier grégorien.

## Dans la peinture
Le thème du champ de blé est utilisé dans le domaine de la peinture, notamment par Vincent van Gogh, dont le champ vu de sa fenêtre lui inspire plusieurs tableaux.

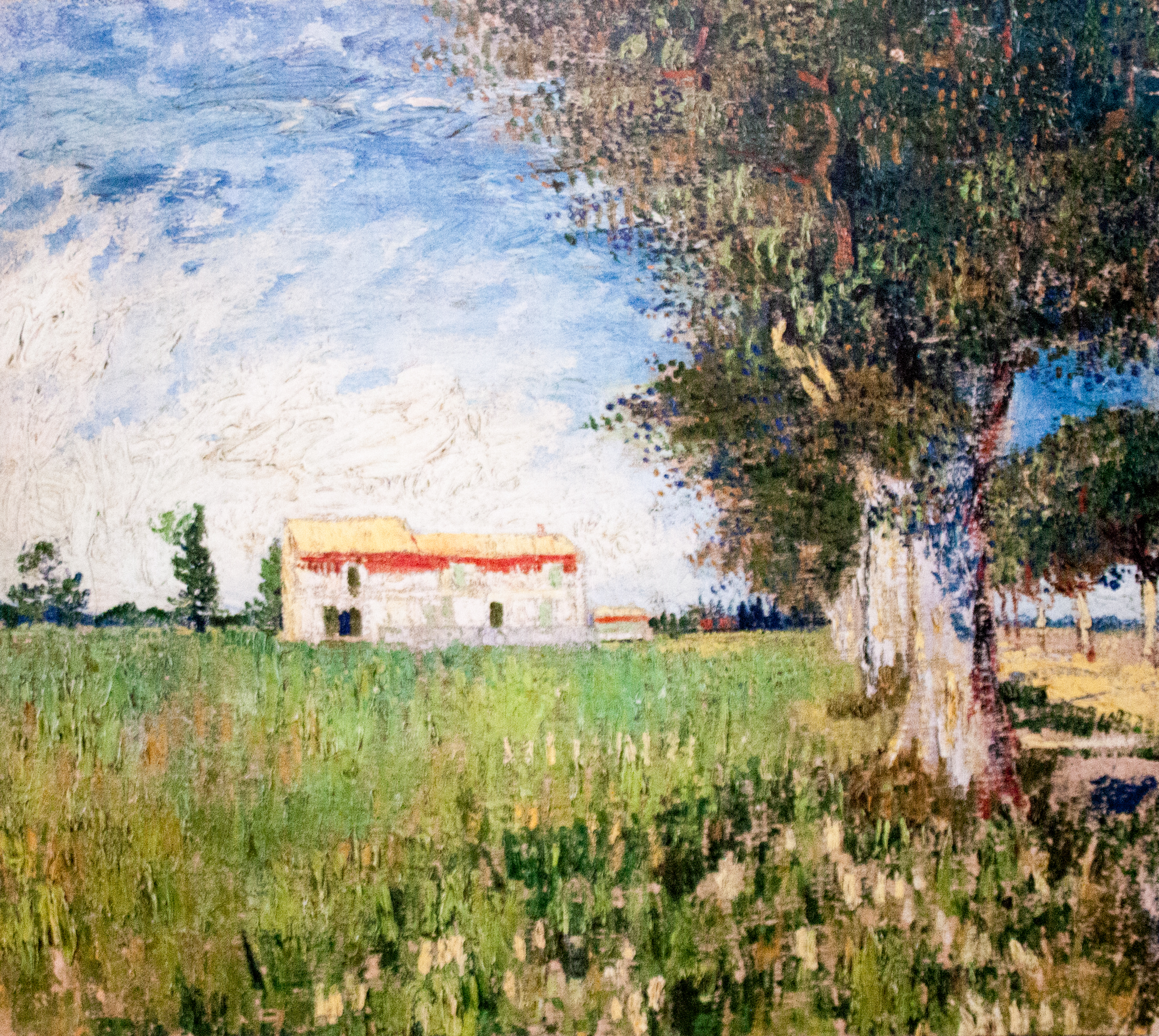
Ferme dans un champ de blé, Vincent van Gogh, huile sur toile, Arles, 1888
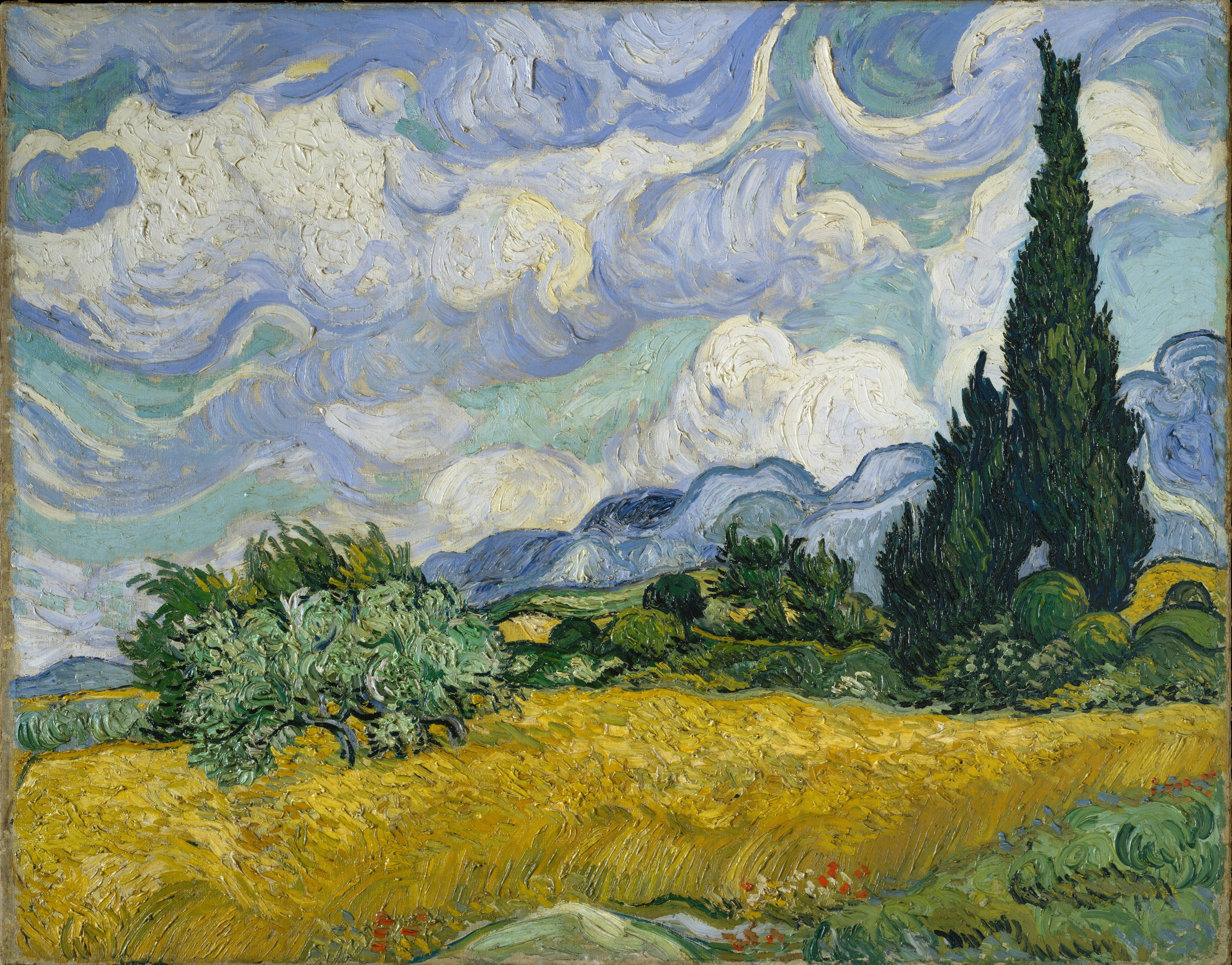
Cyprès aux blés d'or, Vincent van Gogh, 1889
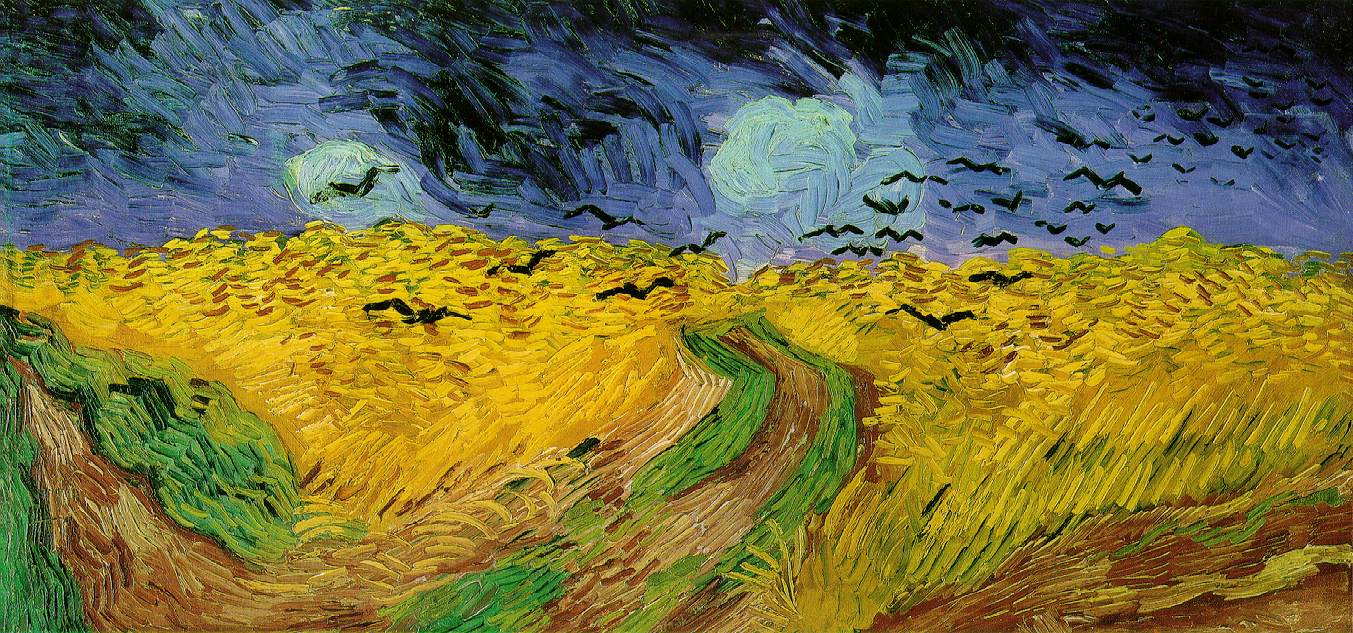
Champ de blé aux corbeaux, Vincent van Gogh, 1890
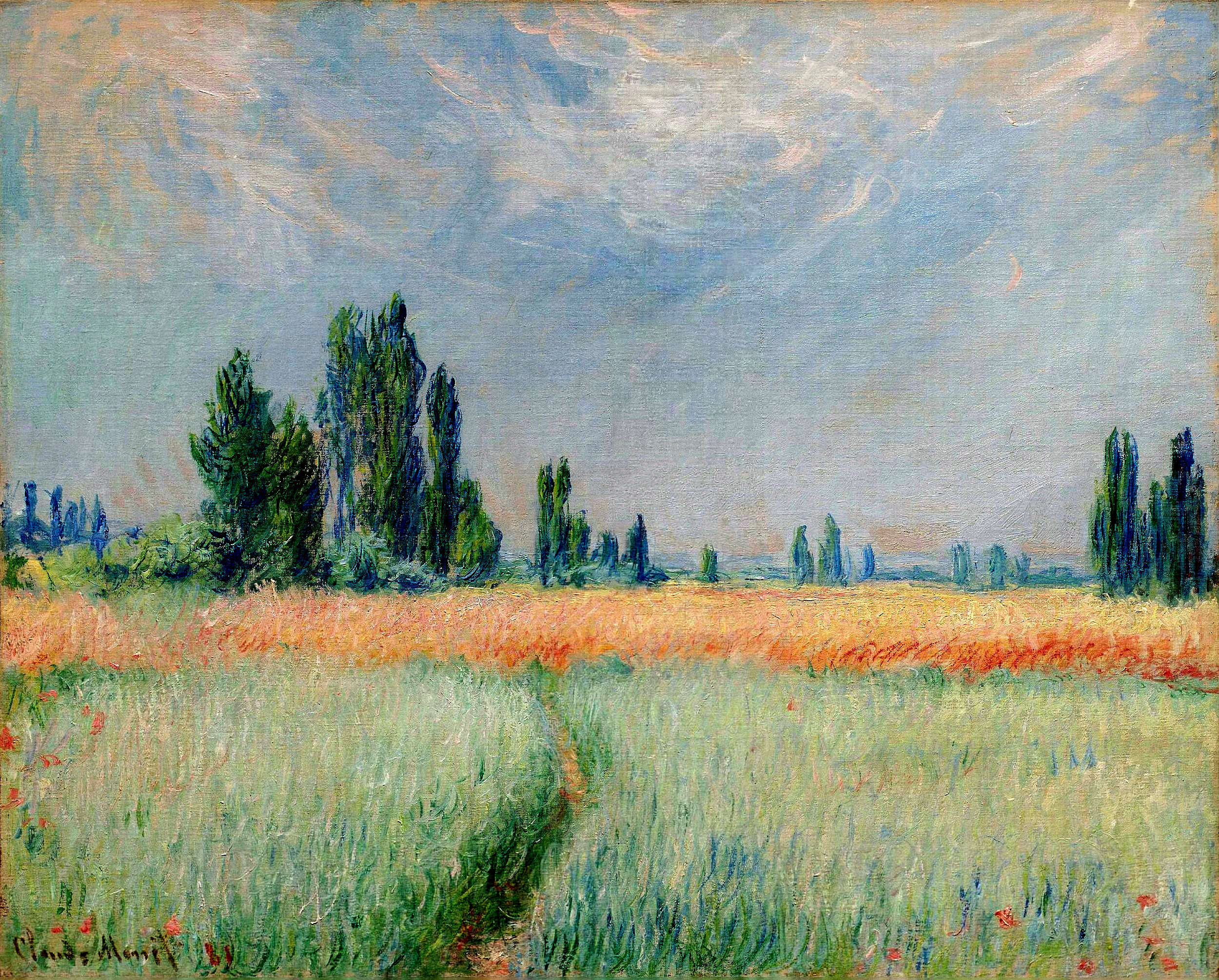
Champ de blé, Claude Monet, 1881
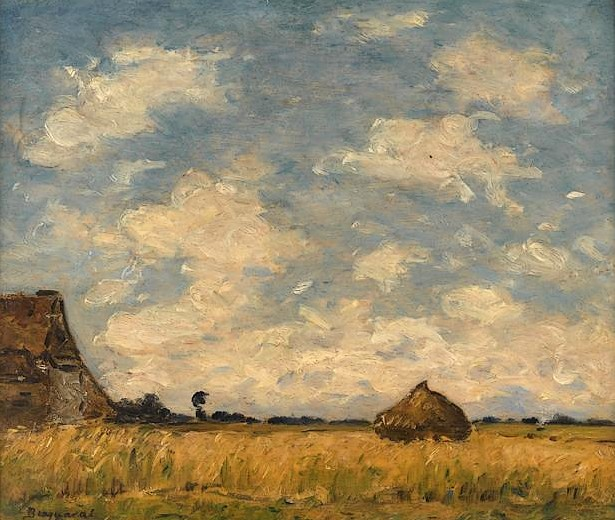
Le Champ de blé, Louis Braquaval (vers 1900)

### Audiographie
- Jean Lebrun, « Le blé », sur France Inter, 19 novembre 2021.